# Biserica de lemn din Dumbrava de Jos

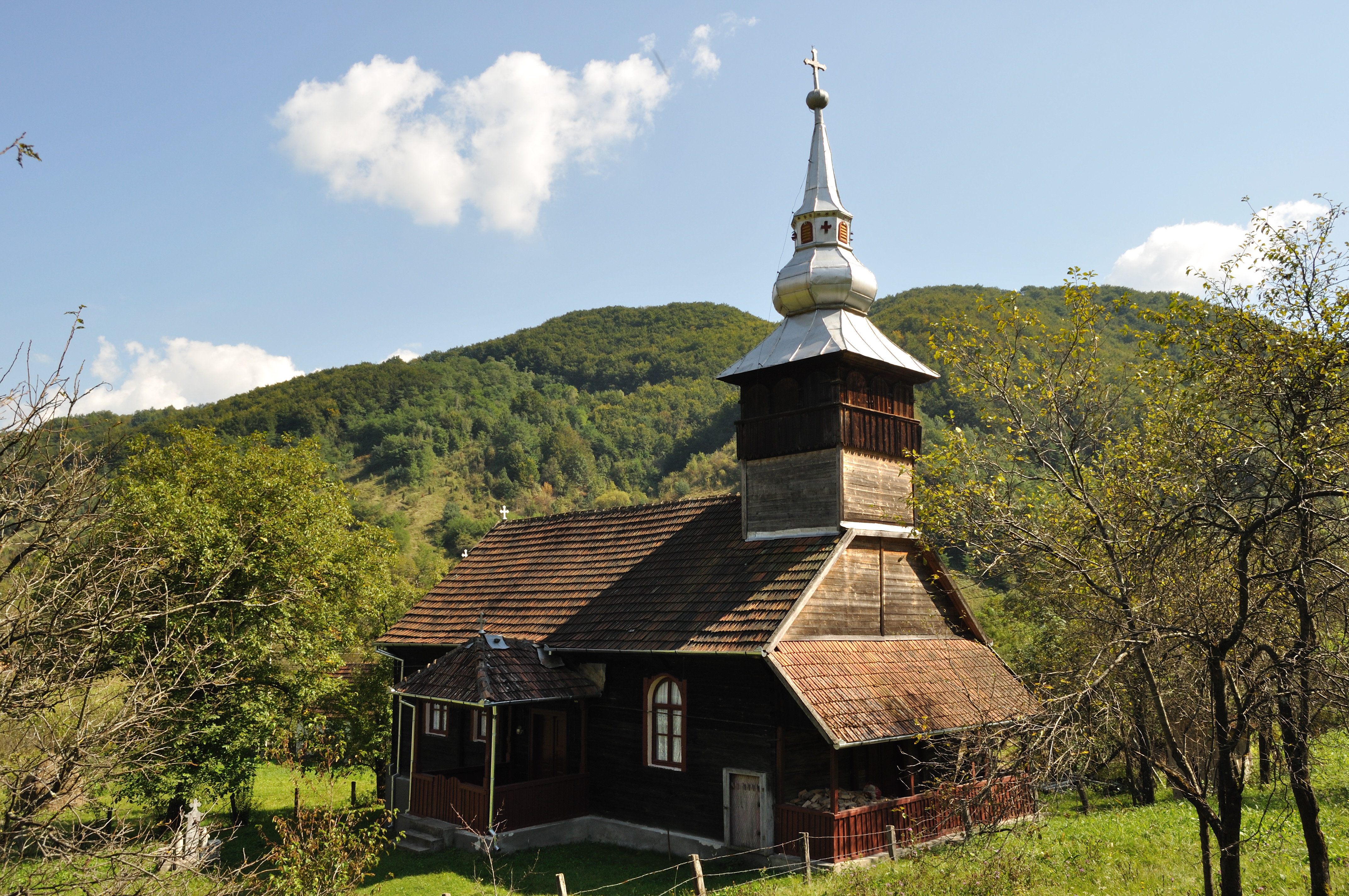
Biserica de lemn „Adormirea Maicii Domnului” din satul Dumbrava de Jos, comuna Ribița, județul Hunedoara, foto: septembrie 2010.

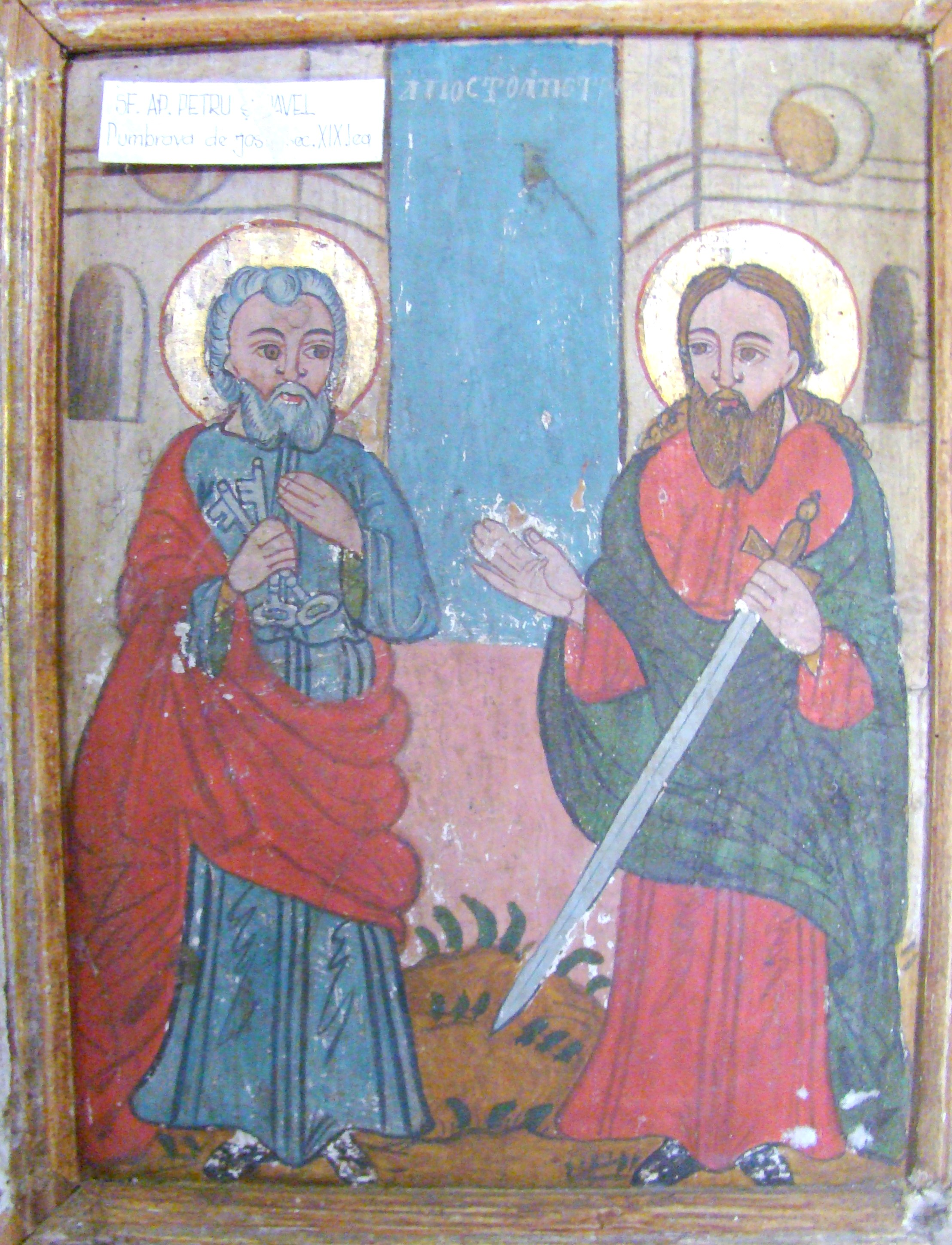
Sfinții Apostoli Petru și Pavel

Biserica de lemn din satul Dumbrava de Jos, comuna Ribița, județul Hunedoara, a fost construită în secolul XIX (1840). Are hramul „Adormirea Maicii Domnului”. Biserica figurează pe lista nouă a monumentelor istorice,  HD-II-m-B-03311.

## Istoric și trăsături
Biserica a fost construită din lemn la mijlocul secolului al XIX-lea, datare sugerată de însemnarea prezentă pe filele unui Antologhion (București, 1766), româno-chirilic („La anul 1864 au lucrat Cuc Ioan din Lupșa la bolta bisericii din Juncu fiind paroh Ioan Faur”) și de inscripția aghiazmatarului de piatră din altar („S-a sfințit de preot Ioan Faur”); zestrea de icoane mobile, executate la Lupșa (jud.Alba), în 1858, întărește această cronologie. Edificiul, de dimensiuni ample, înfățișează un dreptunghi, cu absida pentagonală, decroșată, supraînălțat în partea apuseană, printr-un turn-clopotniță robust, cu foișor în console, înfundat cu obloane și fleșă neobarocă, învelită în tablă; ultima reînnoire a acesteia s-a făcut în 1999. La acoperișul propriu-zis s-a folosit țigla. În dreptul celor două intrări, de nord și de vest, se află câte un pridvor deschis, cu gărduleț și portițe. Biserica a fost tencuită în interior, ascunzând eventualele fragmente picturale. În 1926, biserica a fost supusă unei ample reparații, consemnată pe aceeași carte menționată anterior: „S-a reparat cerimea bisericii fiind paroh Niculae David”. Conscripțiile din 1733, 1750, 1761-1762, 1805 și 1829-1831, precum și harta iosefină a Transilvaniei (1769-1773) atestă o înaintașă a lăcașului de cult actual, incendiată în timpul Revoluției de la 1848-1849, de la care au fost preluate o parte din bârnele vechilor pereți și icoana „Maica Domnului Hodighitria”, executată de zugravul Constantin din Rișca. 
În casa parohială din apropierea bisericii, a fost amenajat un mic muzeu, înființat de preotul Lăcătuș Mureșan, care adăpostește icoane vechi, foarte valoroase, provenite din satele Dumbrava de Jos și Dumbrava de Sus, obiecte bisericești și carte veche bisericească. 

## Imagini din exterior

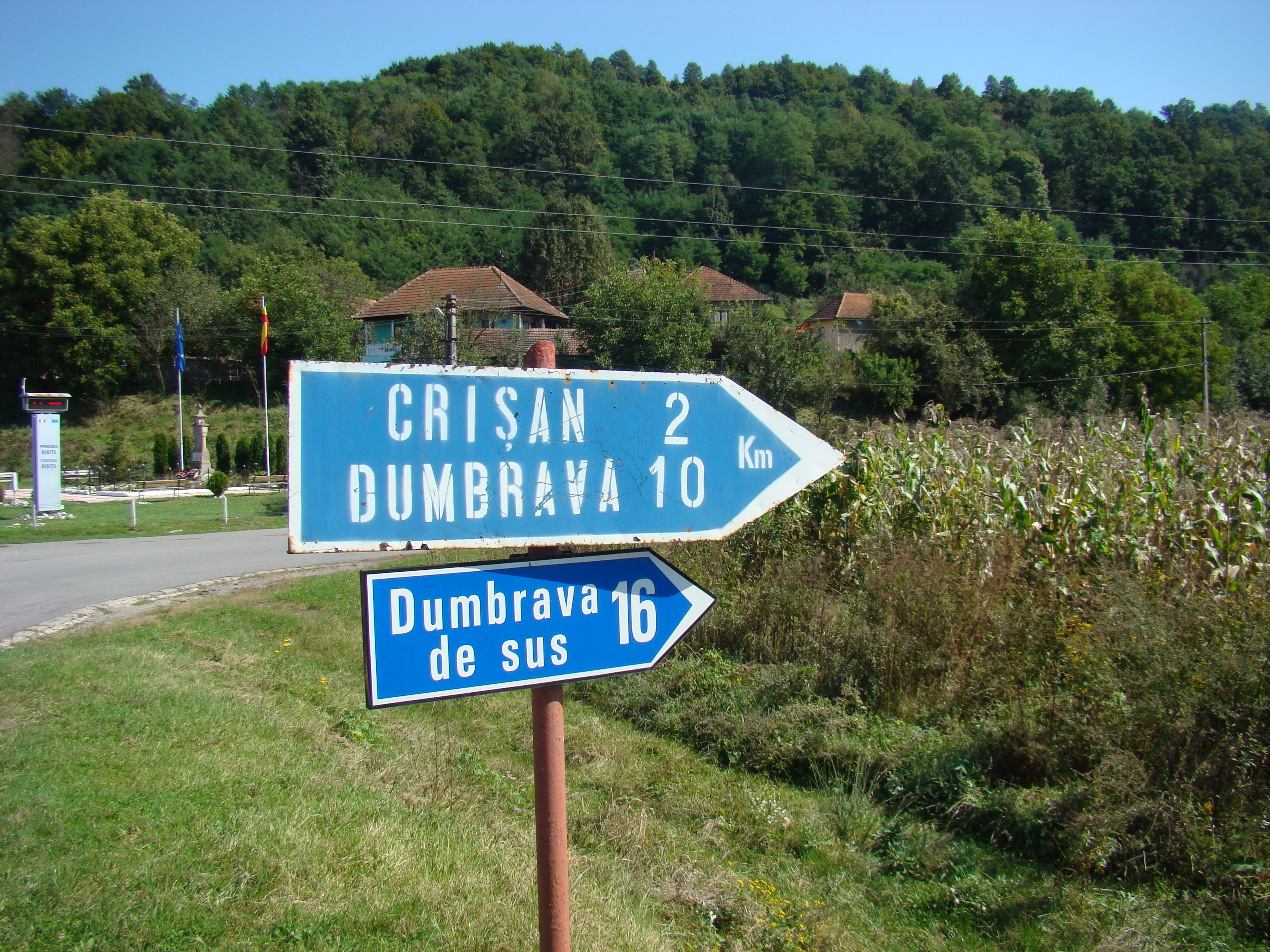
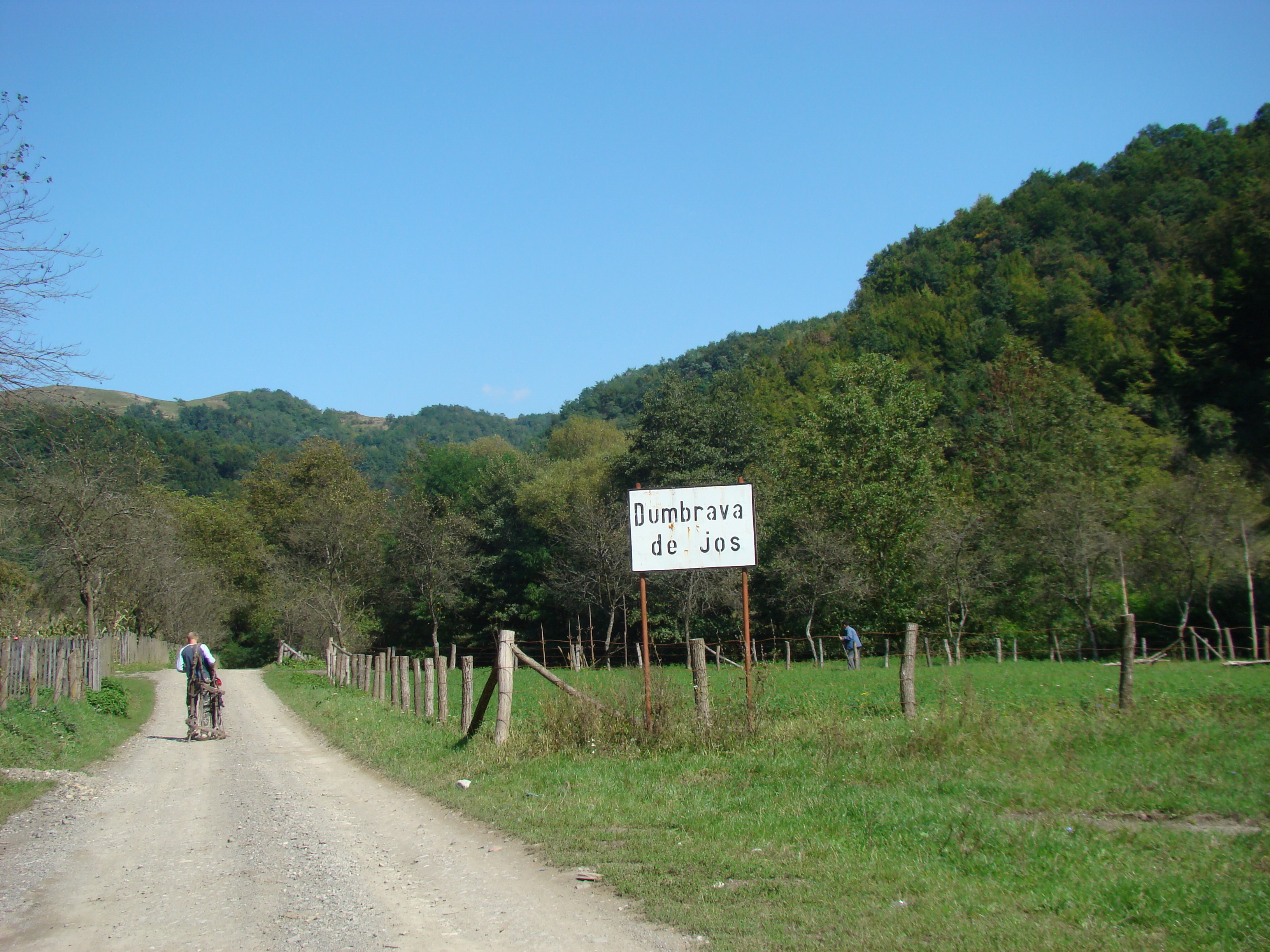
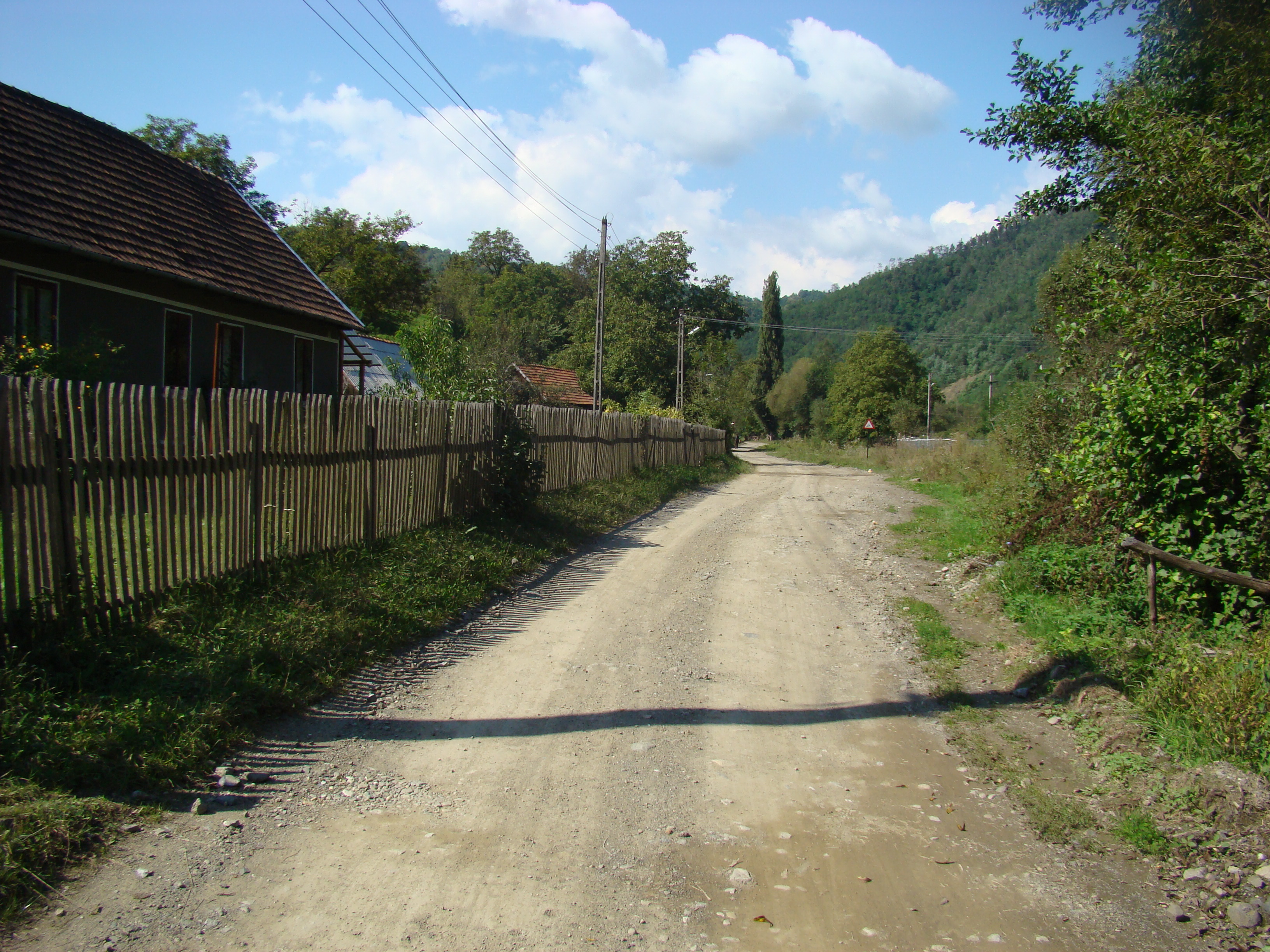
Drumul spre biserică
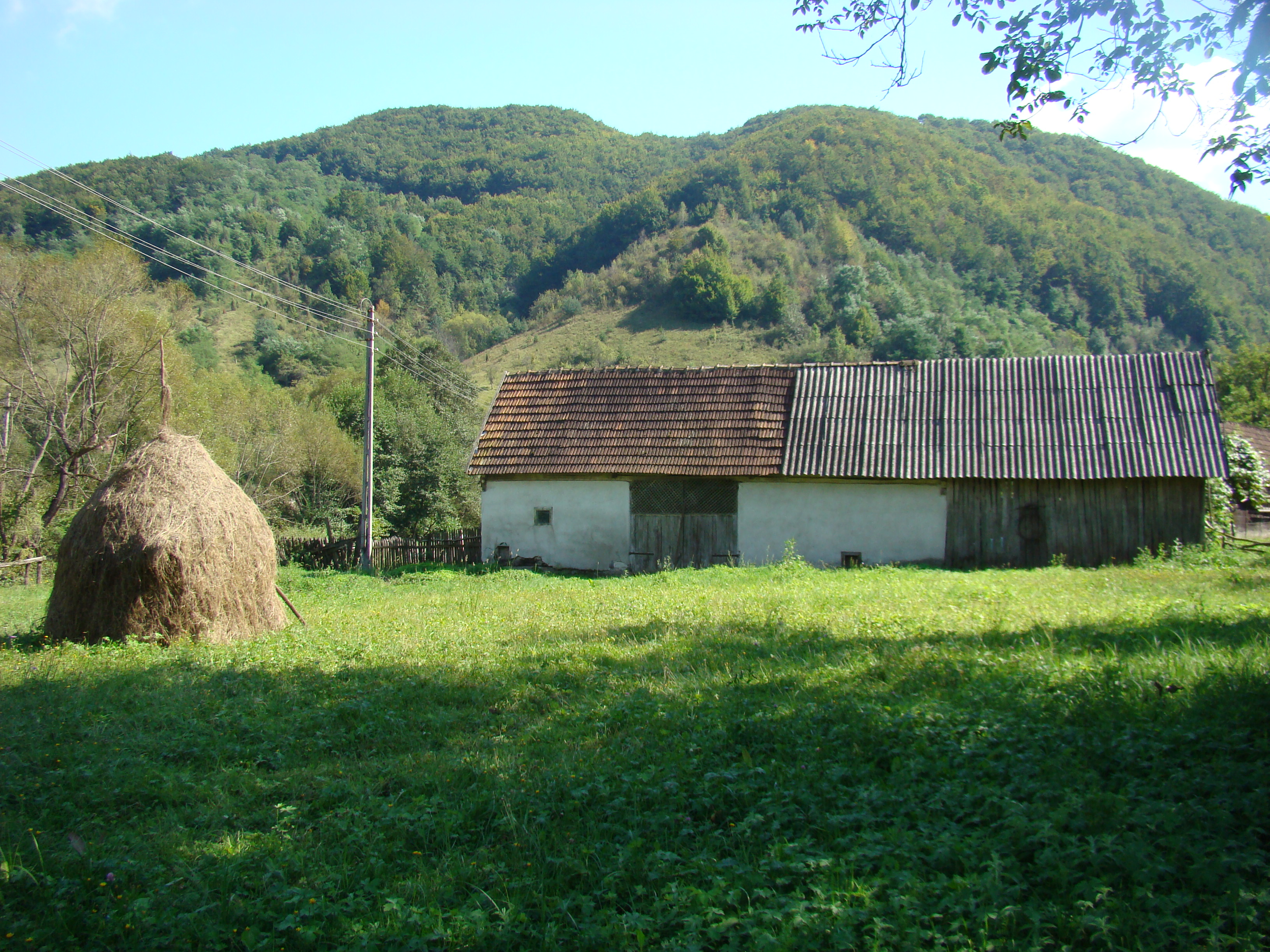
Împrejurimile bisericii
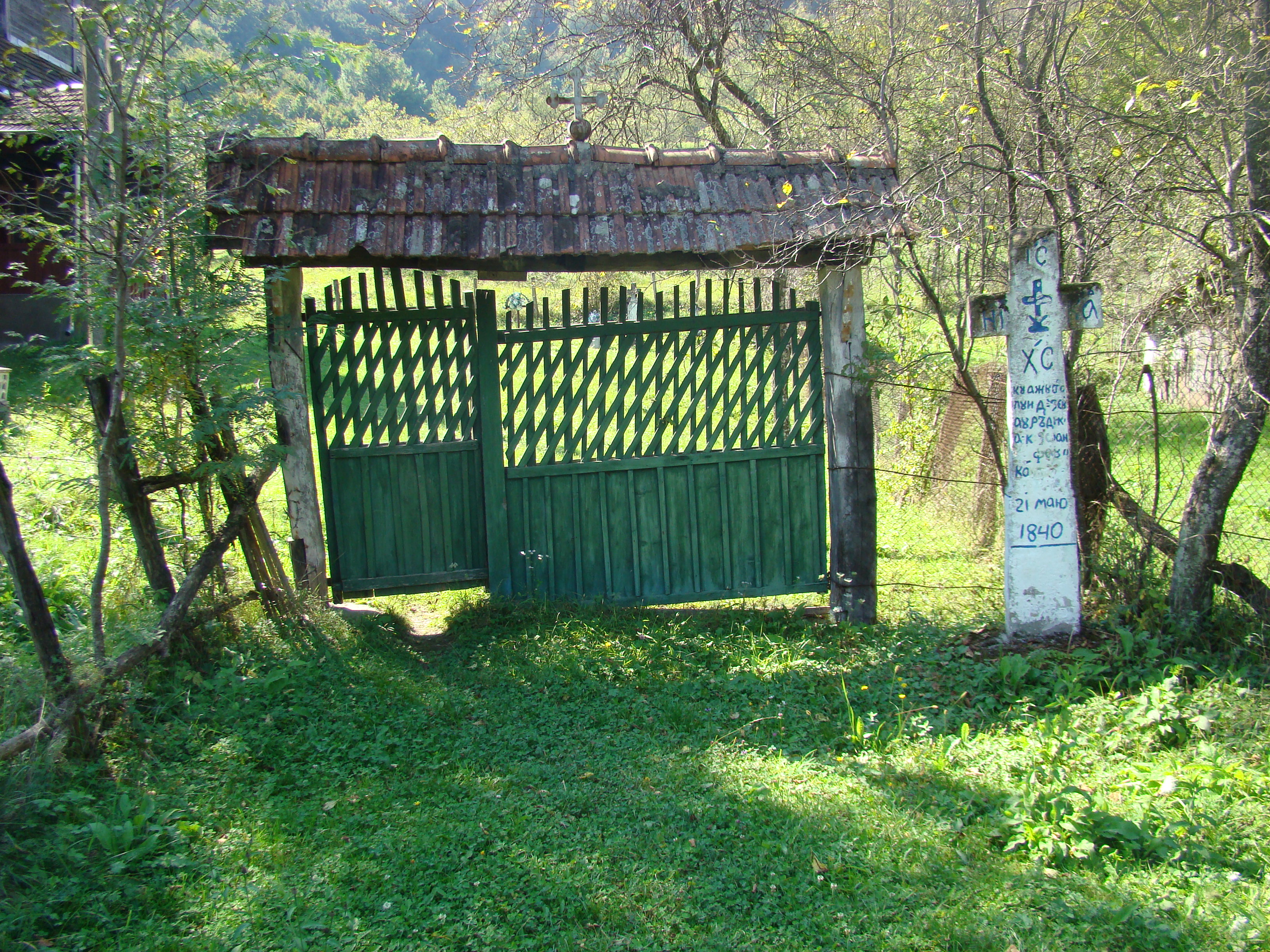
Poarta bisericii
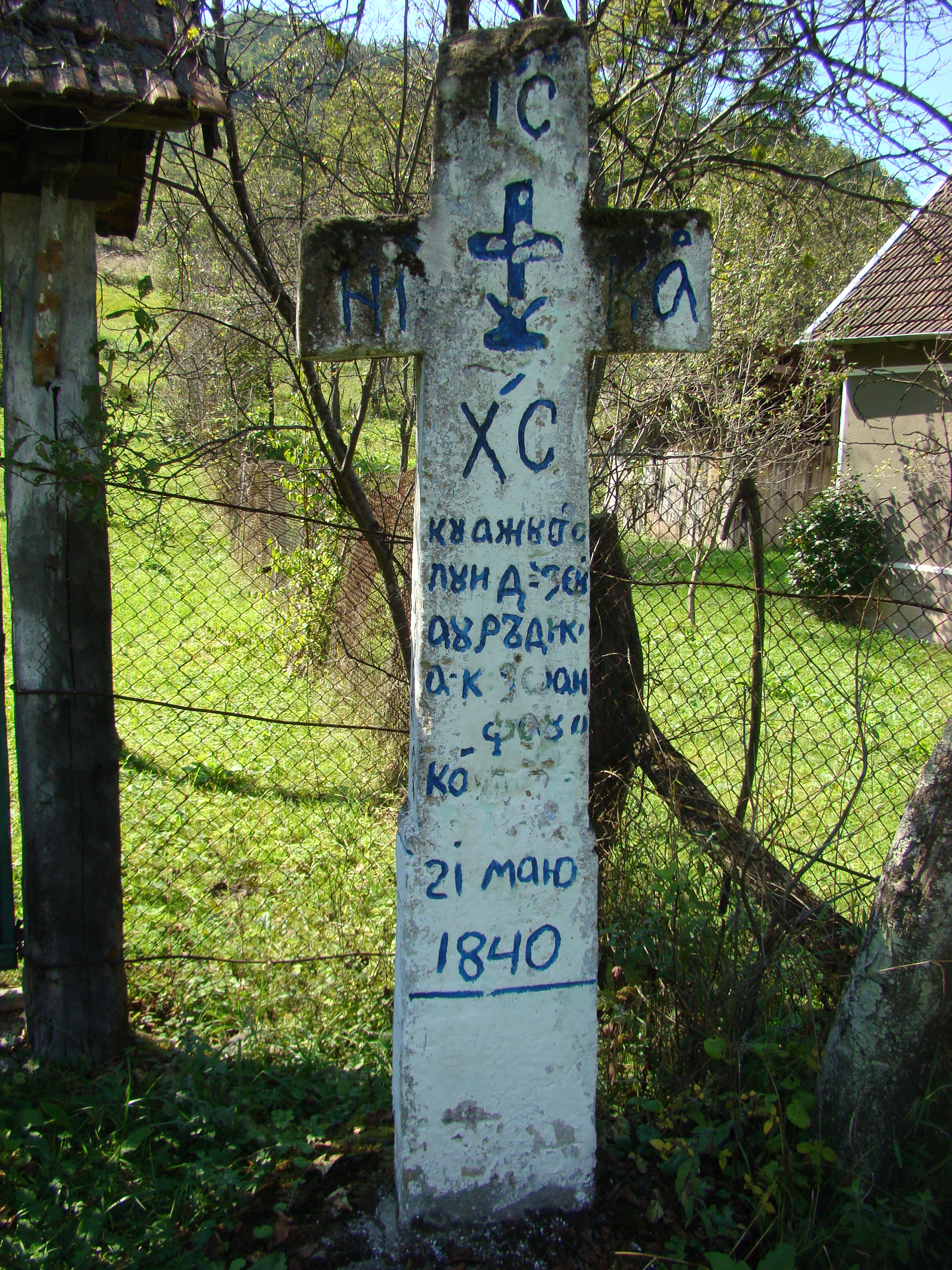
Crucea
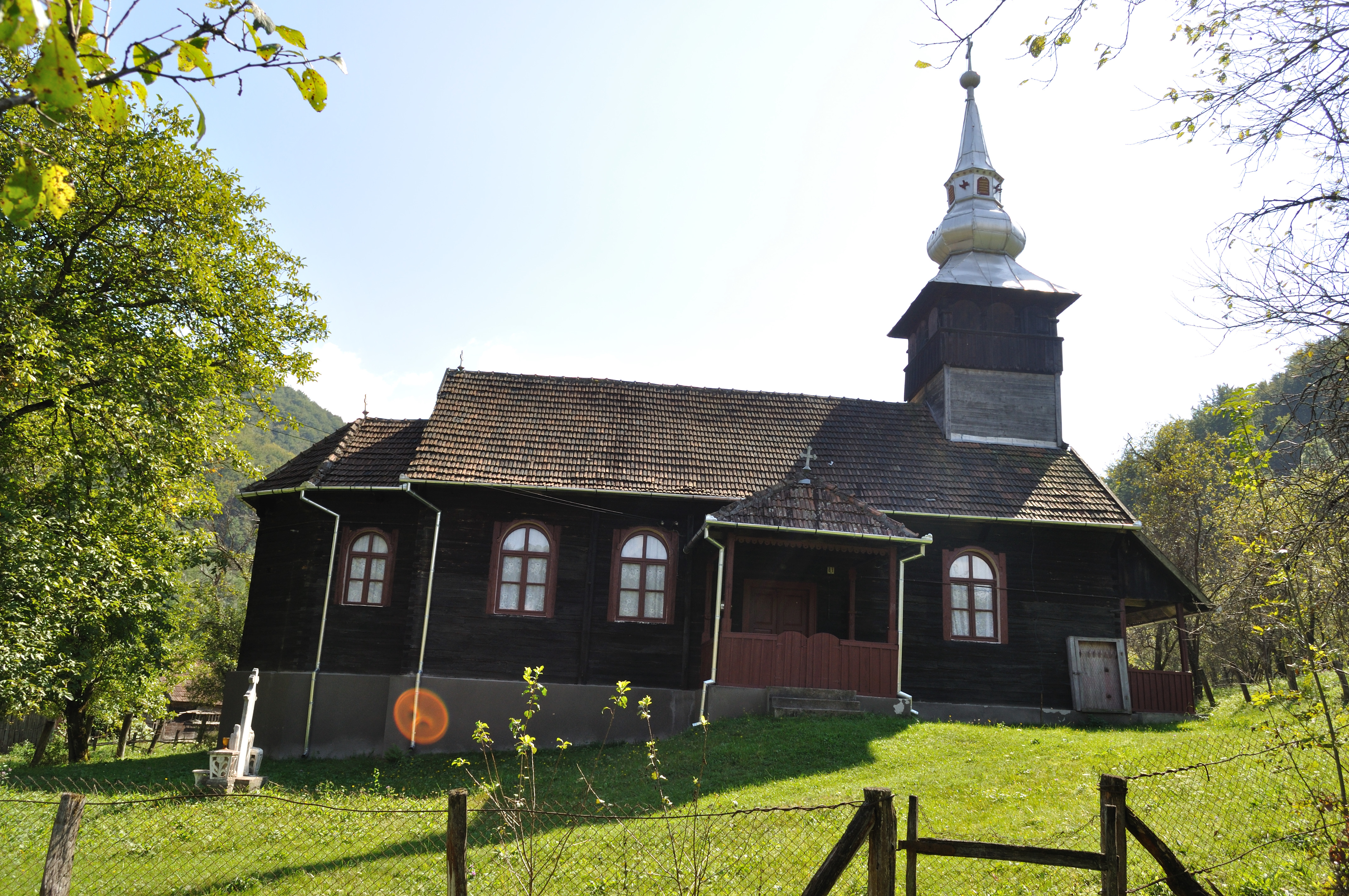
Biserica (nord)
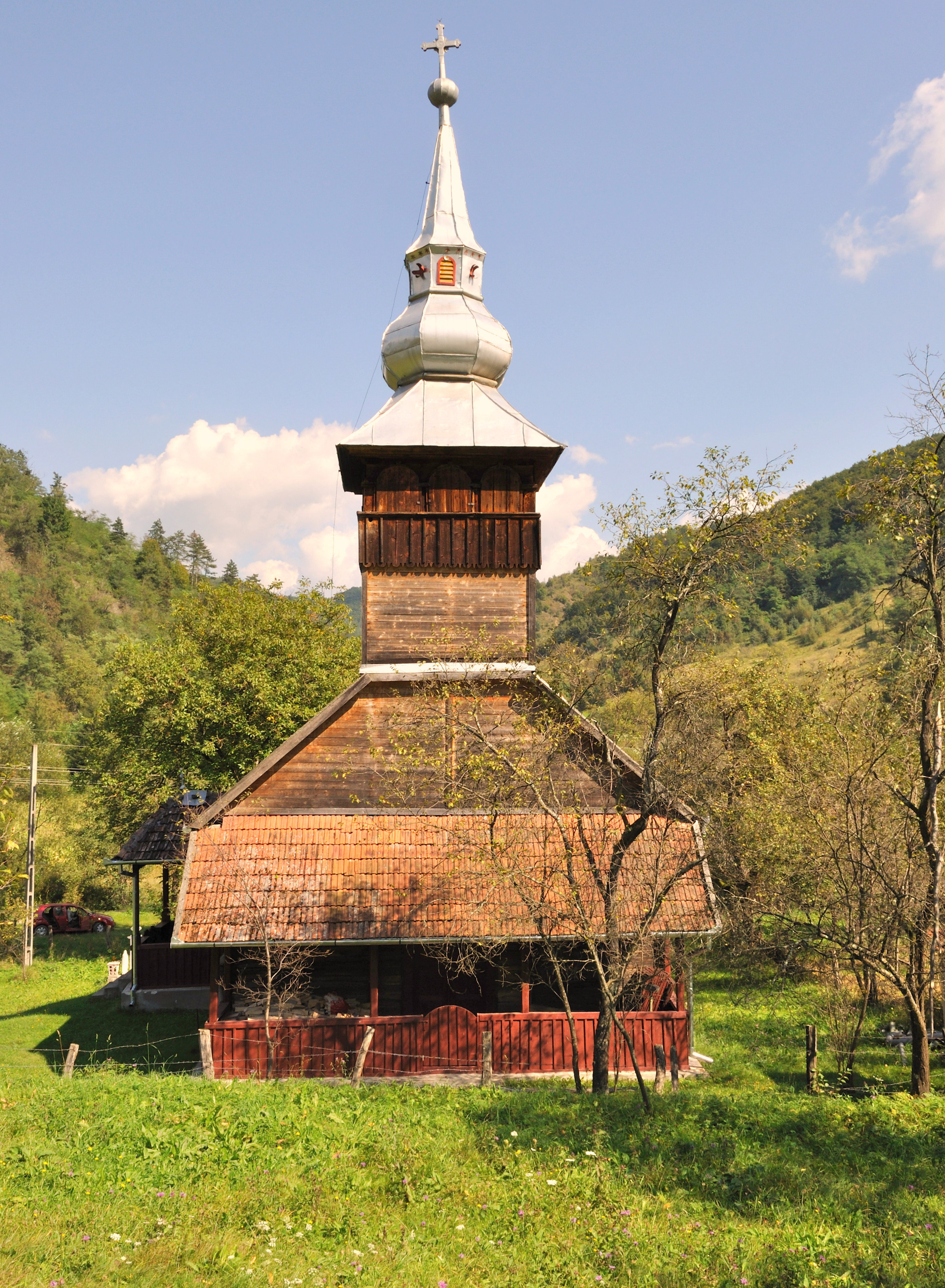
Biserica (vest)
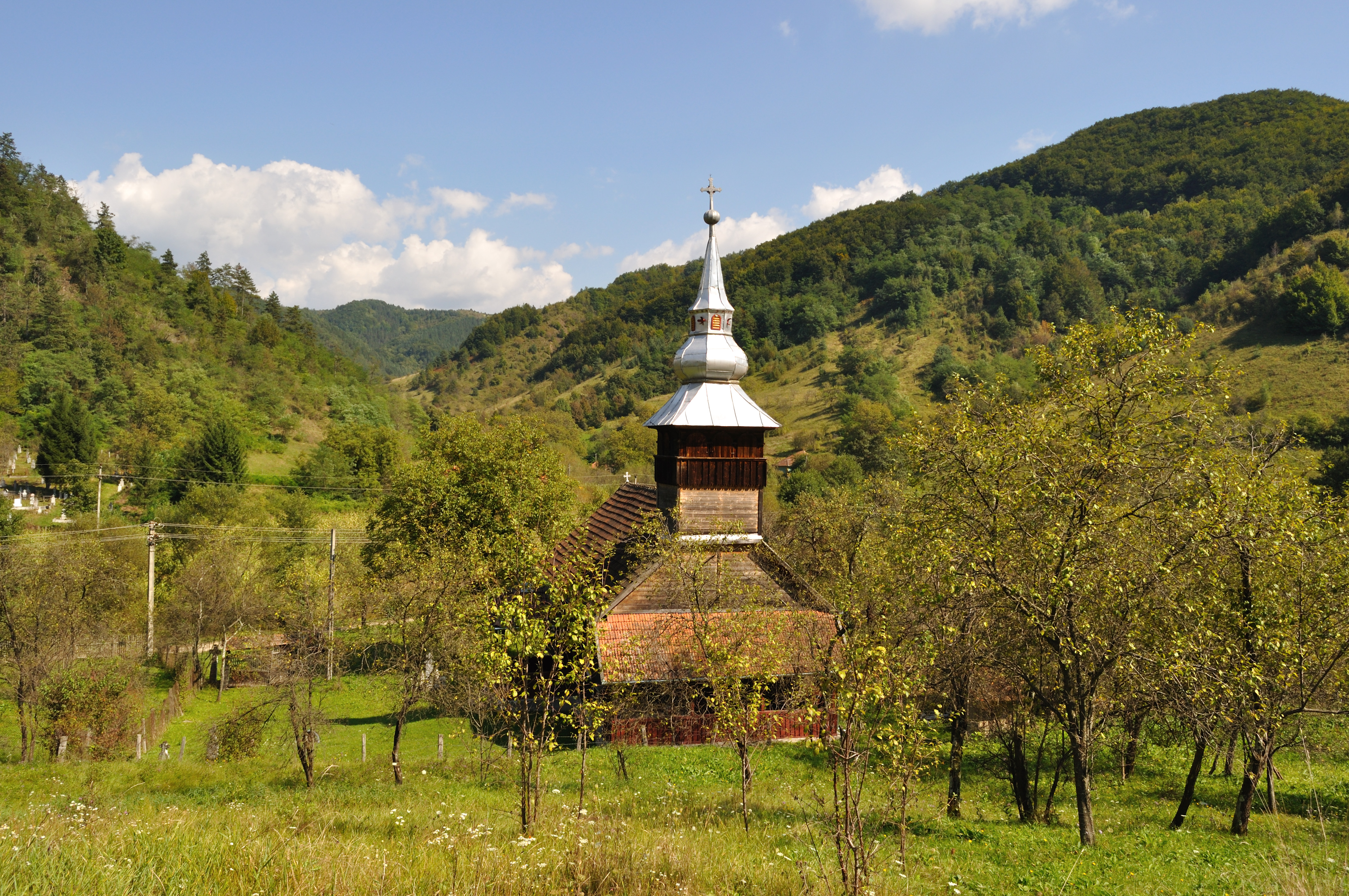
Biserica din depărtare
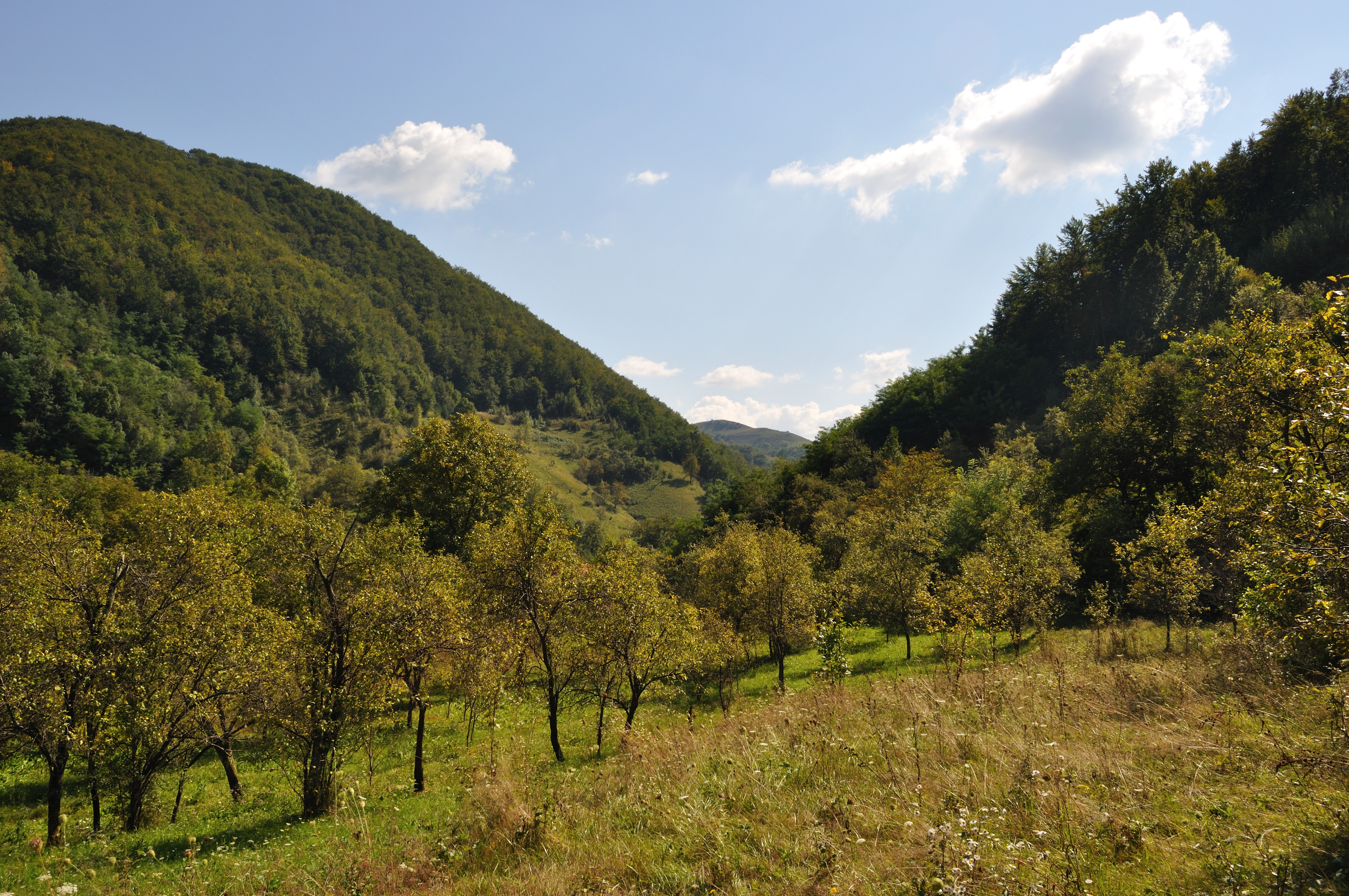
Împrejurimile bisericii
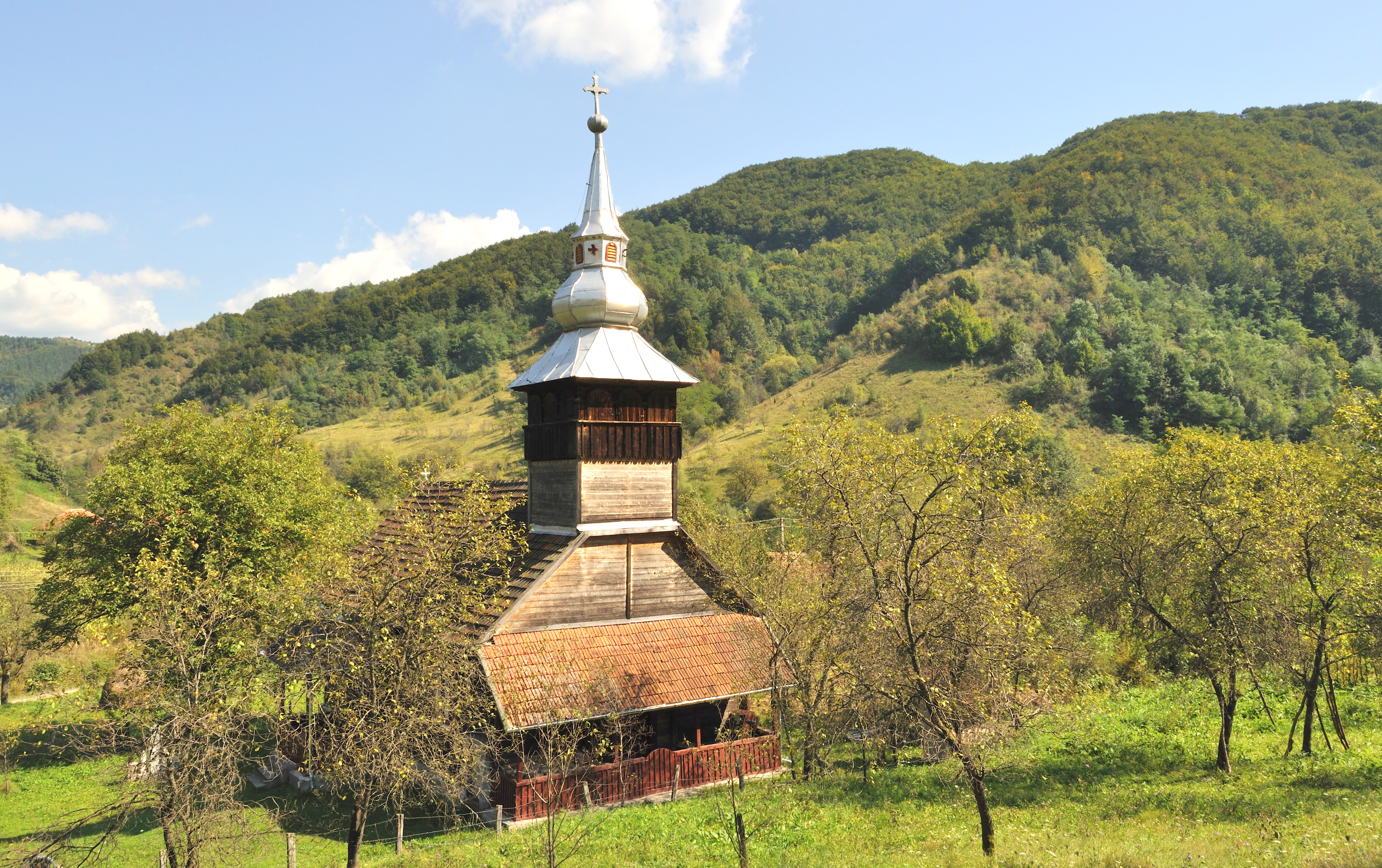
Biserica (sud-vest)
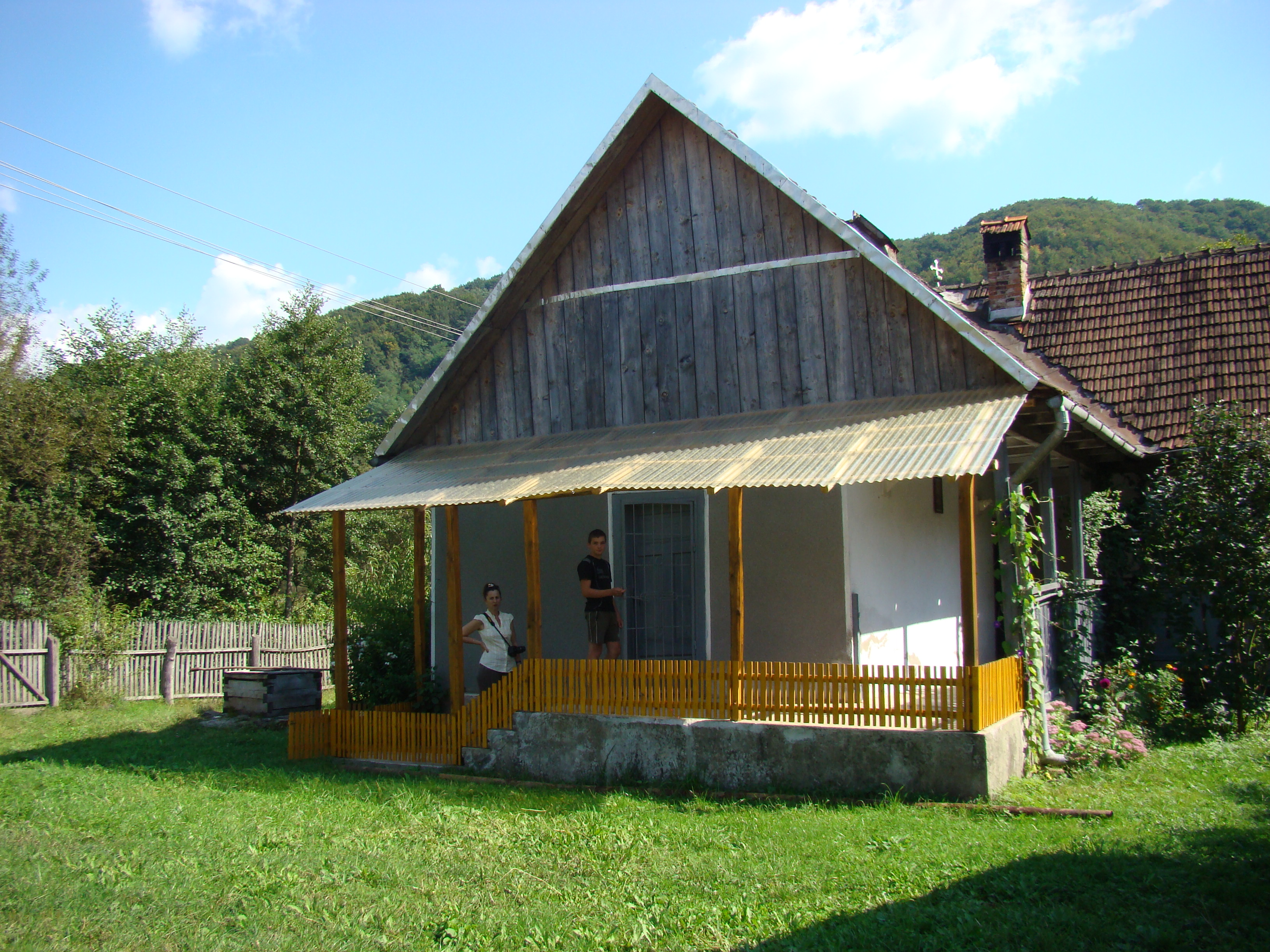
Muzeul parohiei Dumbrava de Jos

## Imagini din interior

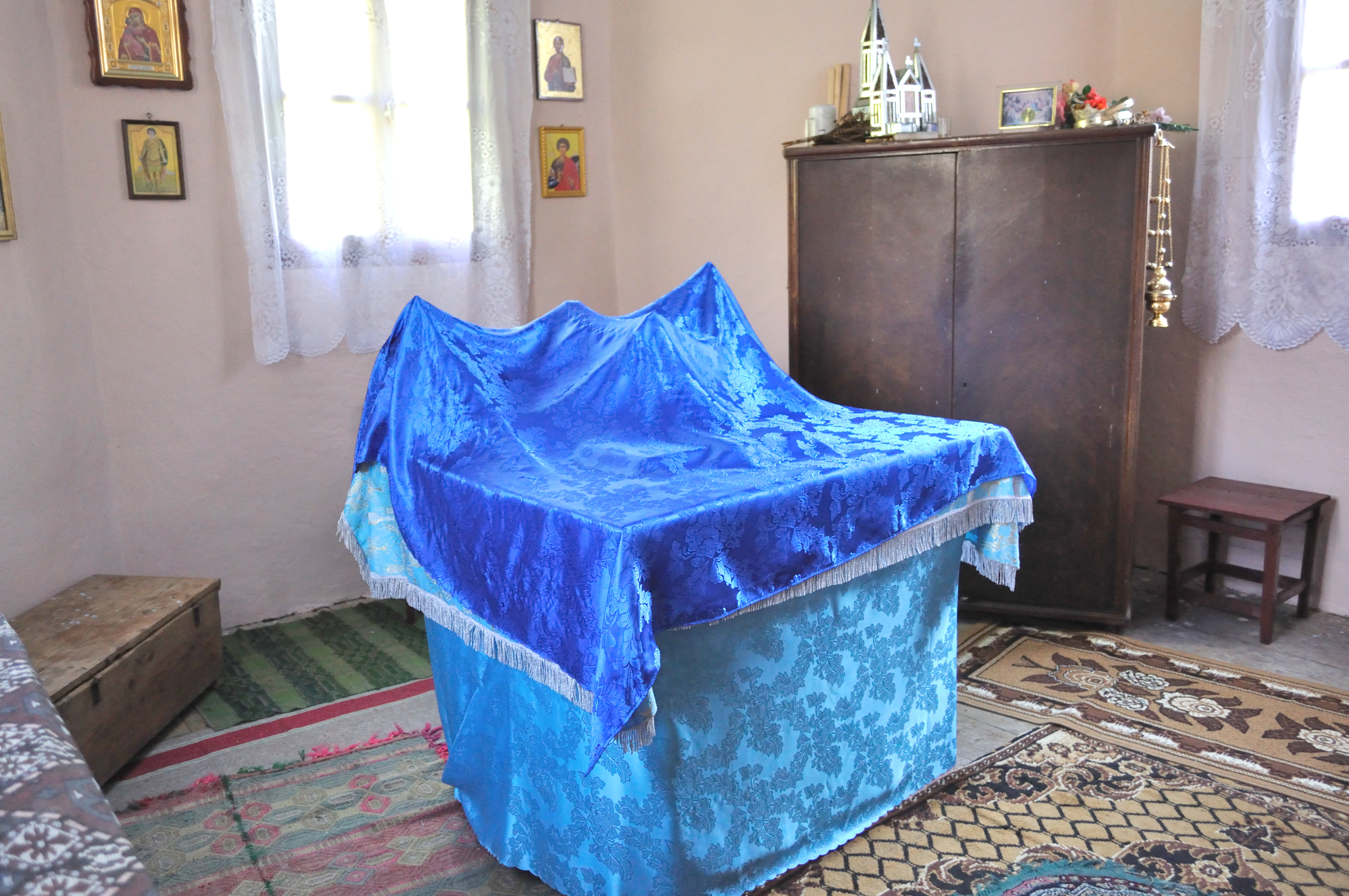
Masa altarului
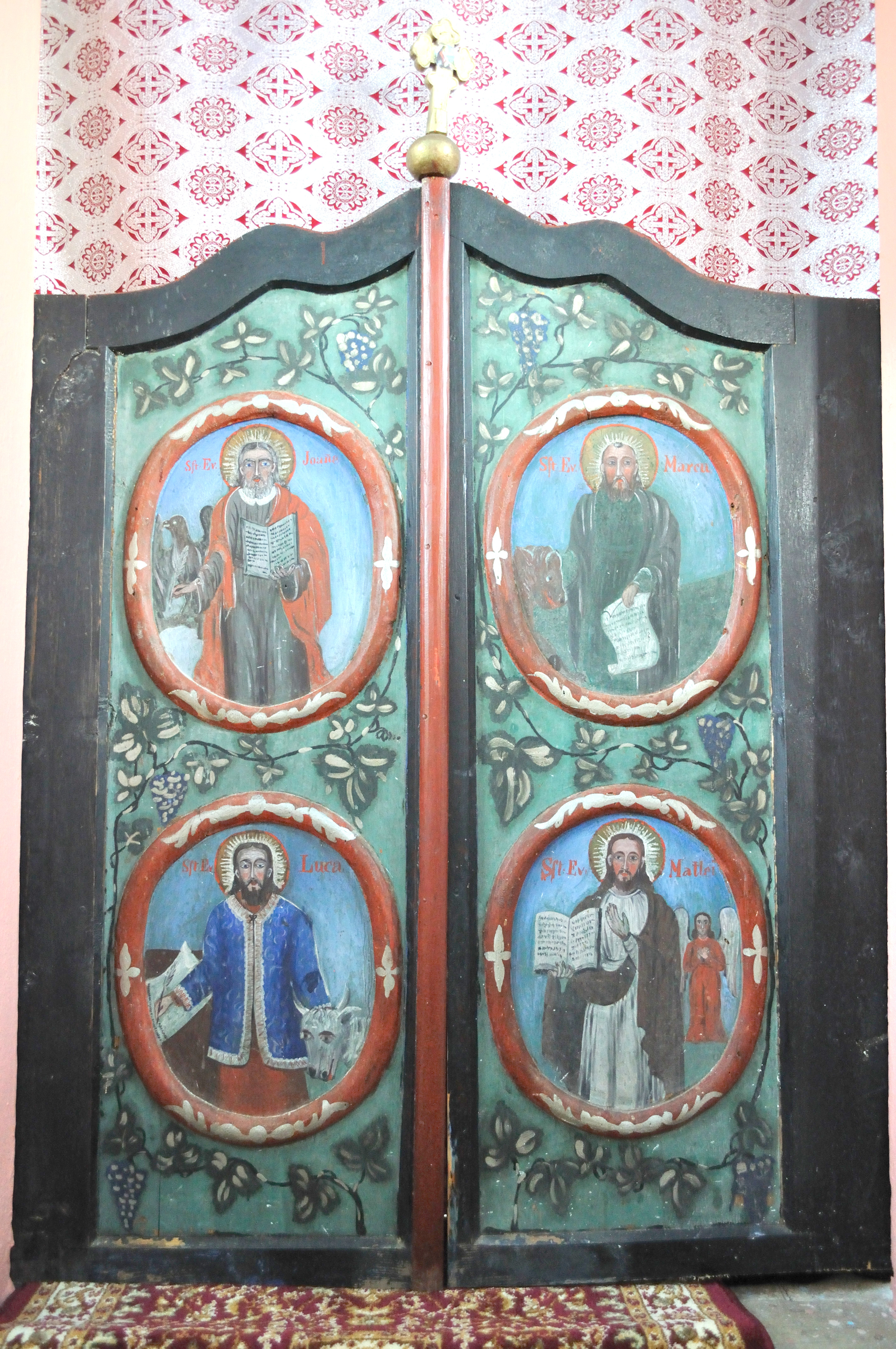
Ușile împărătești
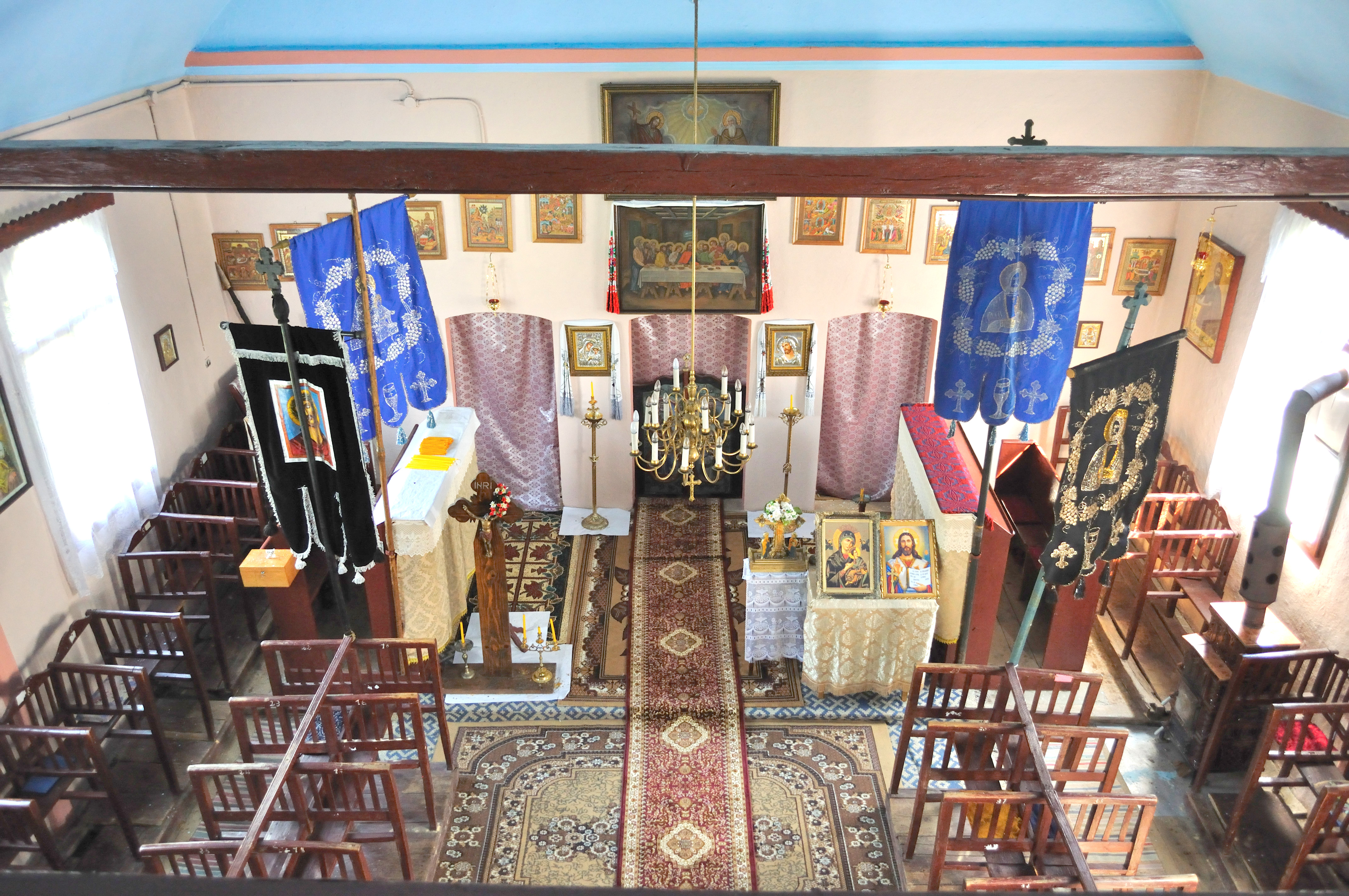
Interiorul navei văzut din cor
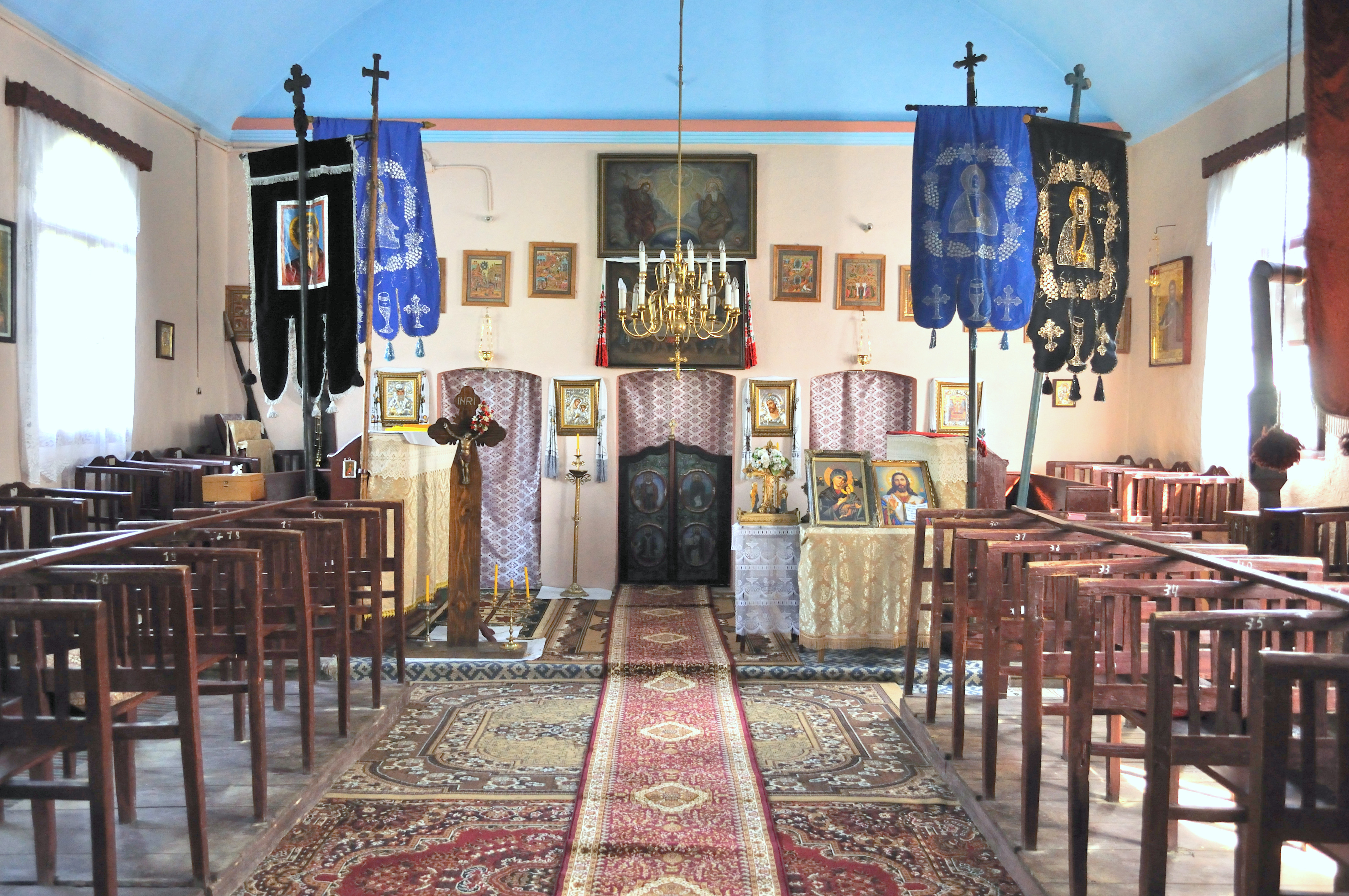
Interiorul navei
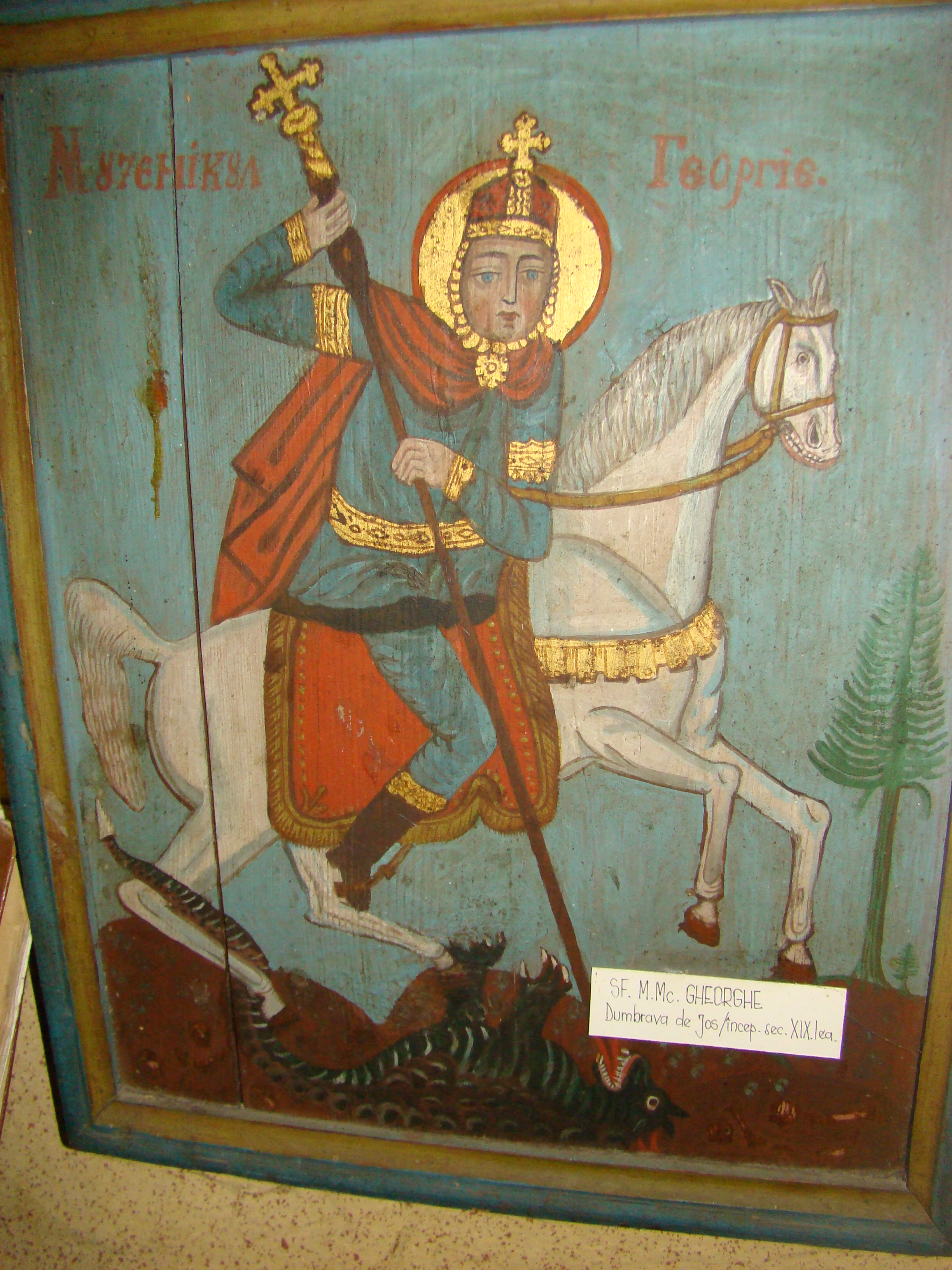
Sfântul Mare Mucenic Gheorghe (înc.sec.XIX)
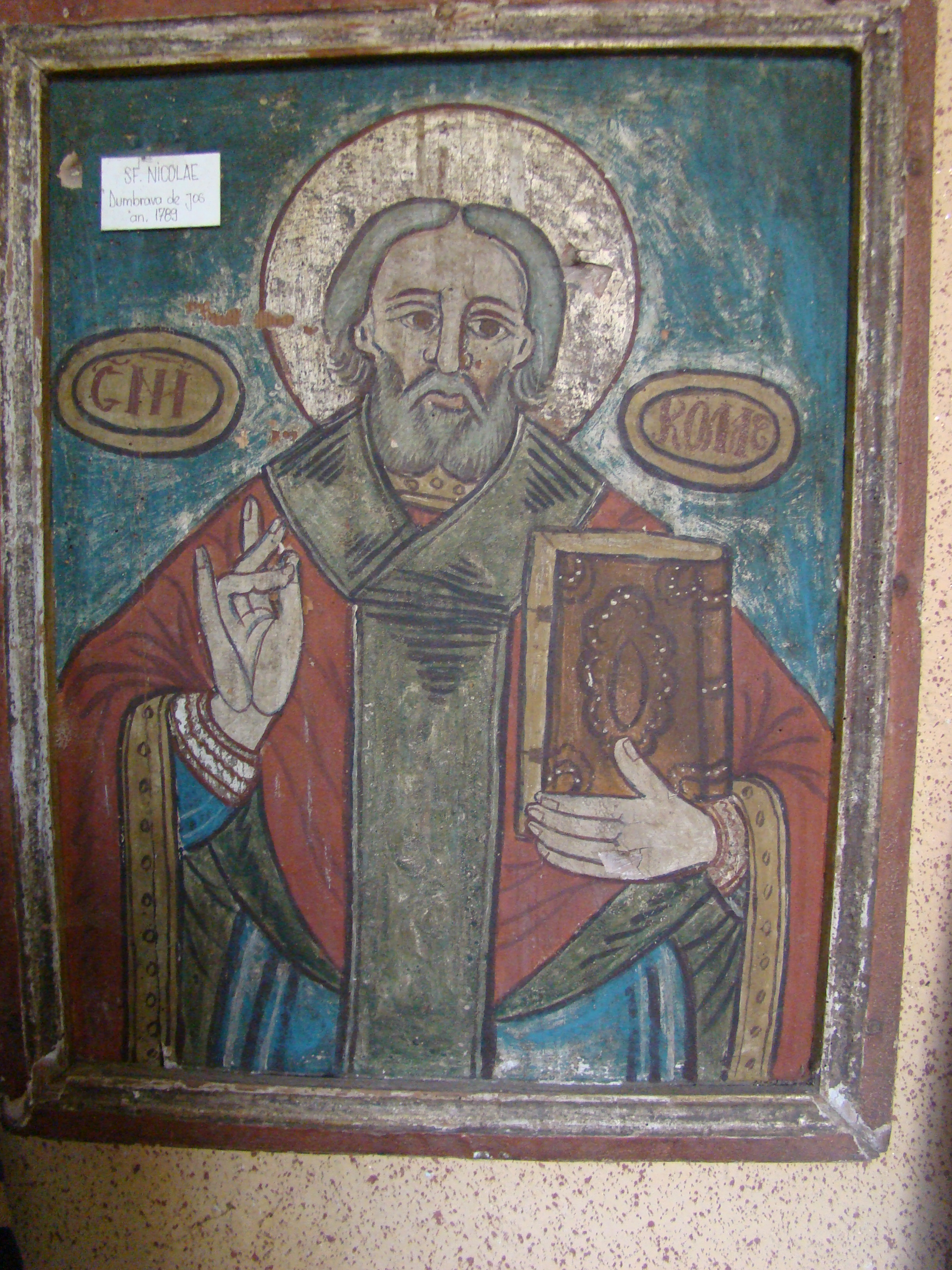
Sfântul Nicolae (1789)
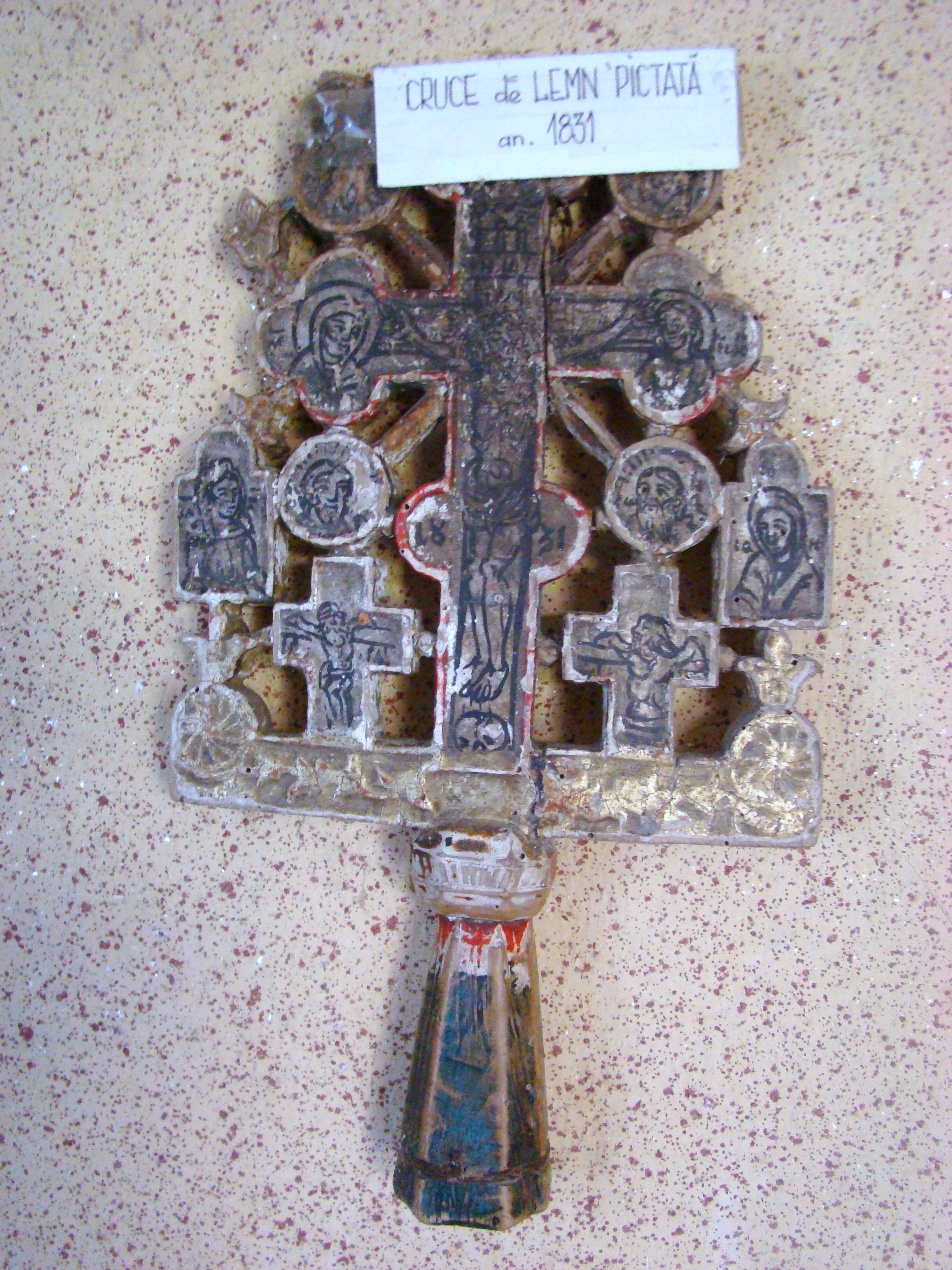
Cruce de lemn pictată (1831)
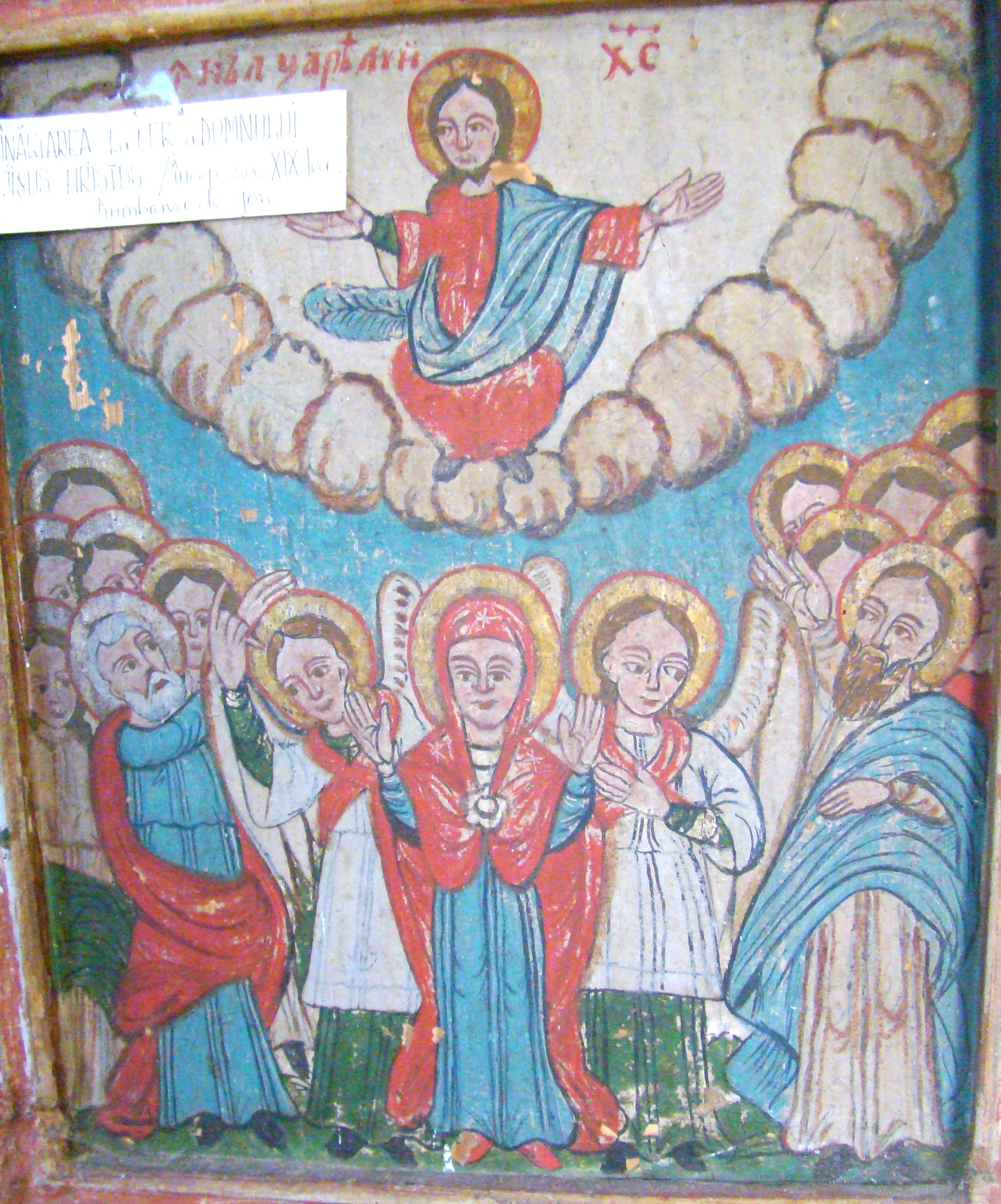
Înălțarea la cer a Domnului Iisus Hristos (înc.sec.XIX)
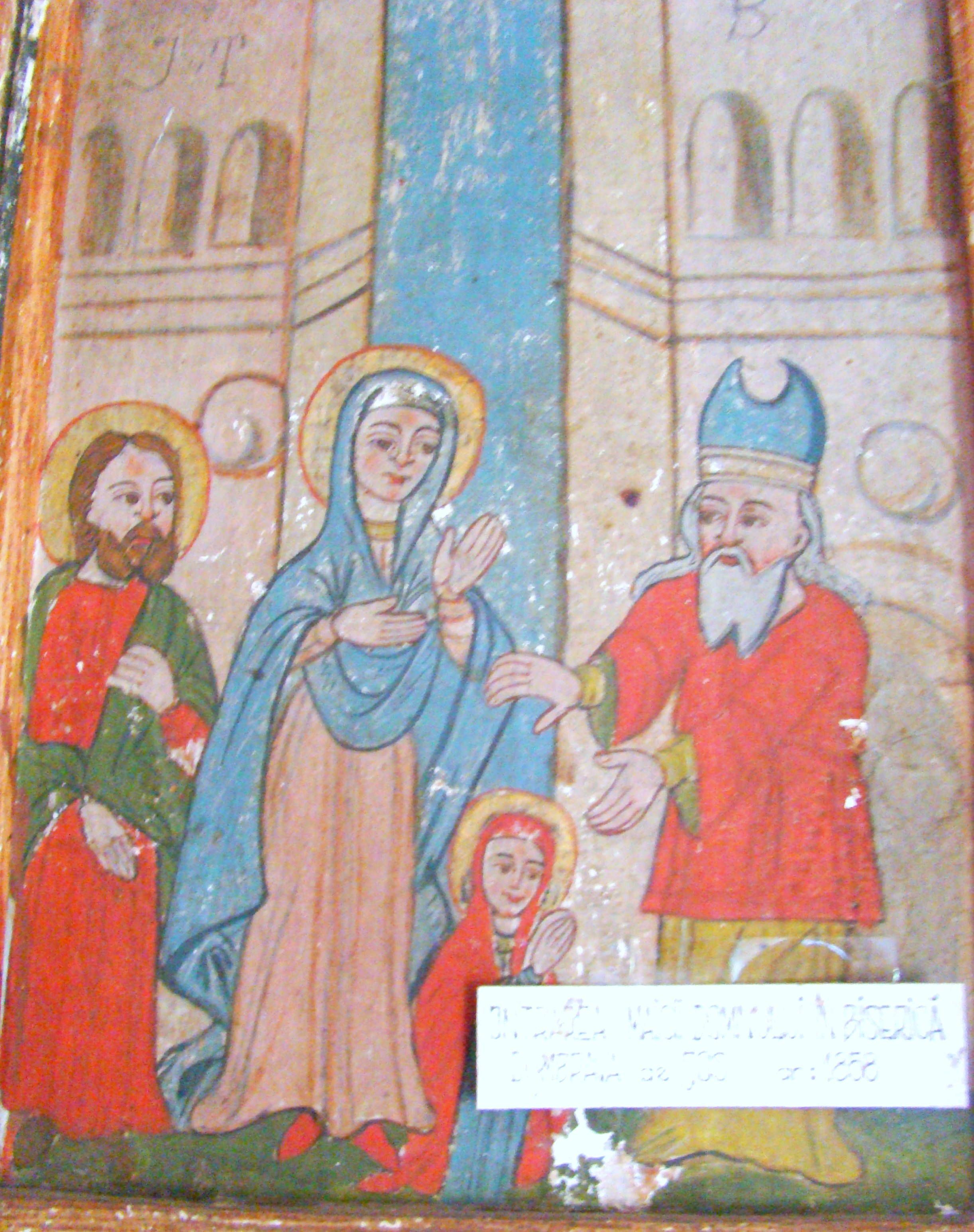
Intrarea Maicii Domnului în Biserică (1858)
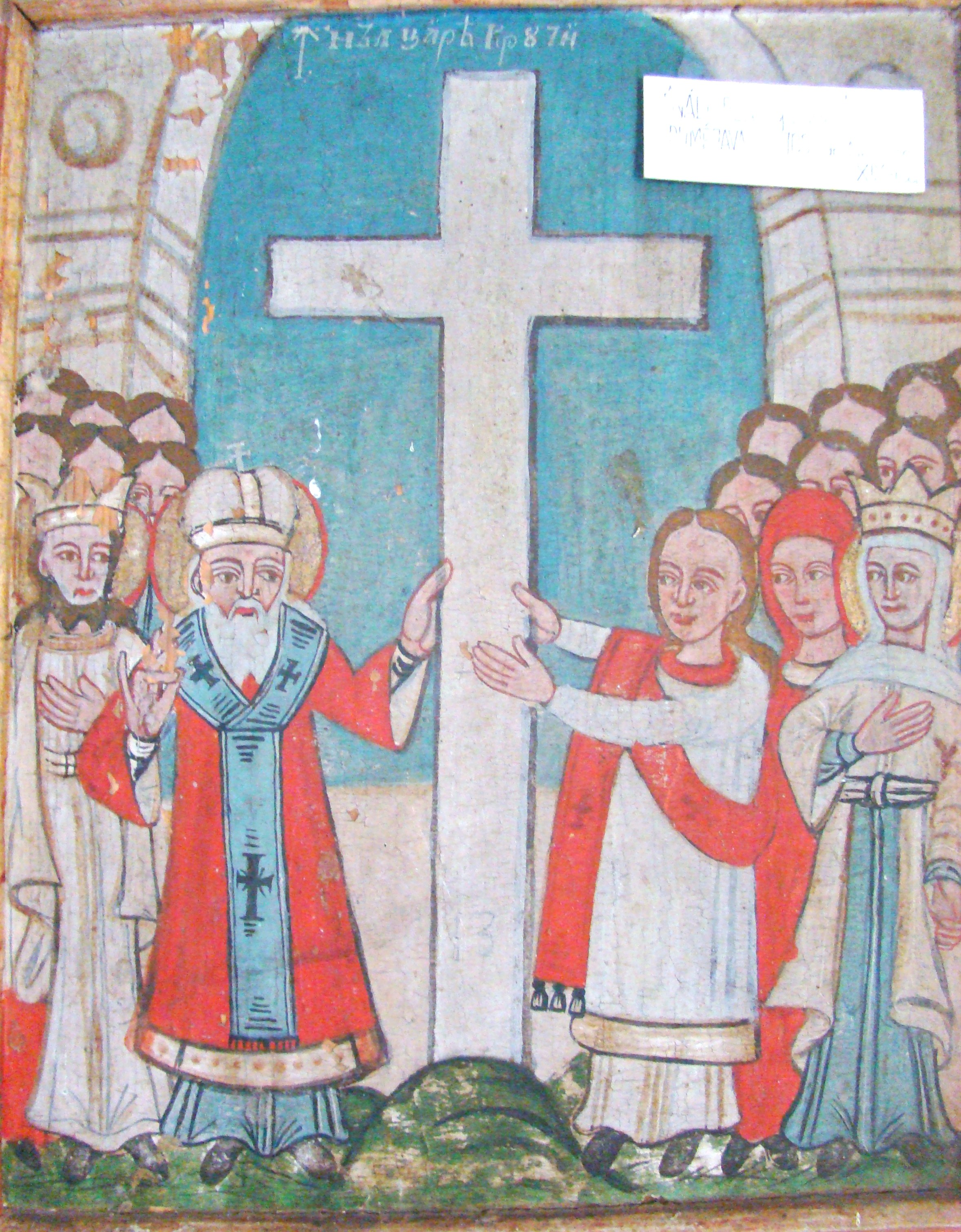
Înălțarea Sfintei Cruci (sec.XIX)
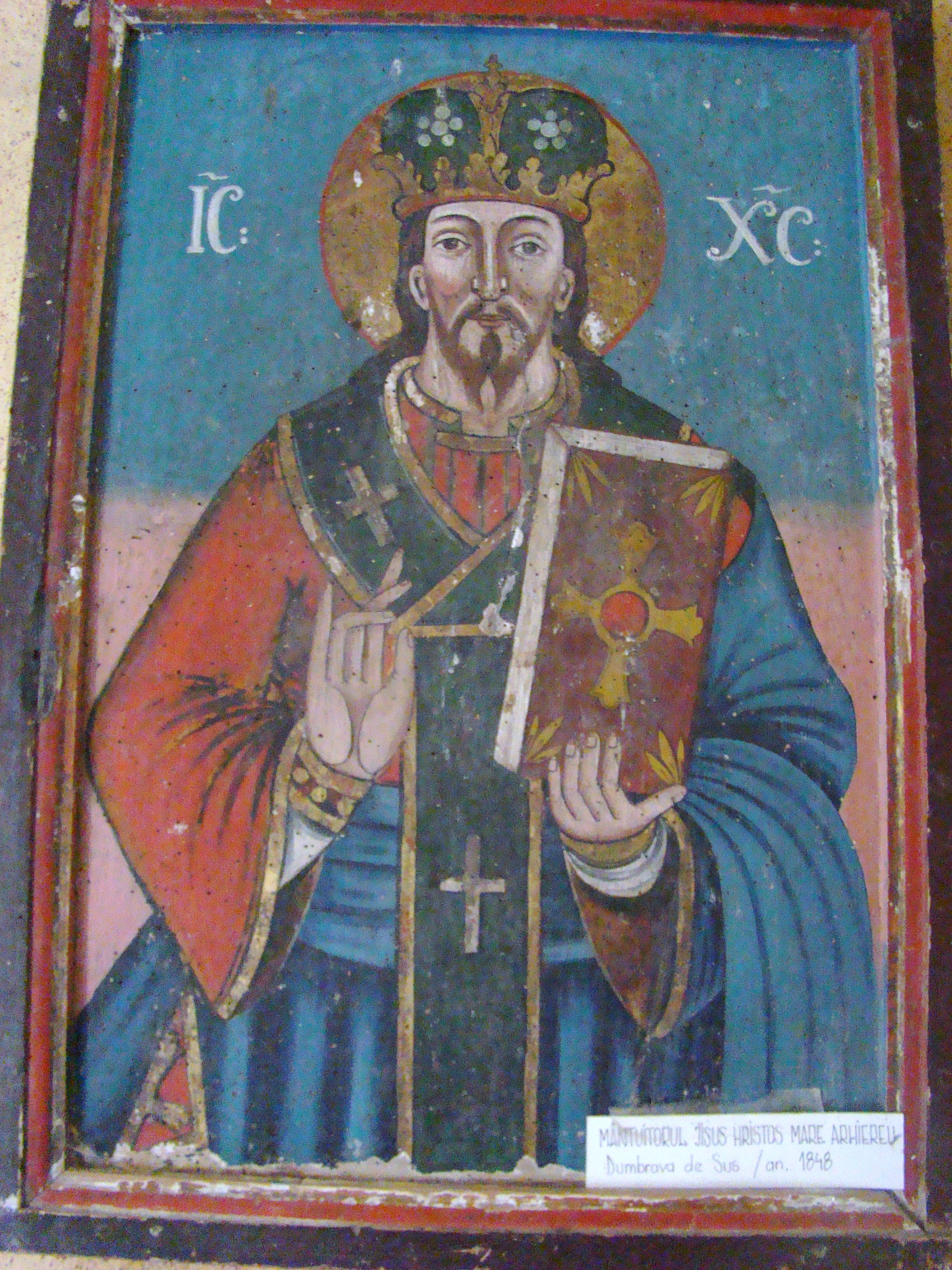
Mântuitorul Iisus Hristos Mare Arhiereu
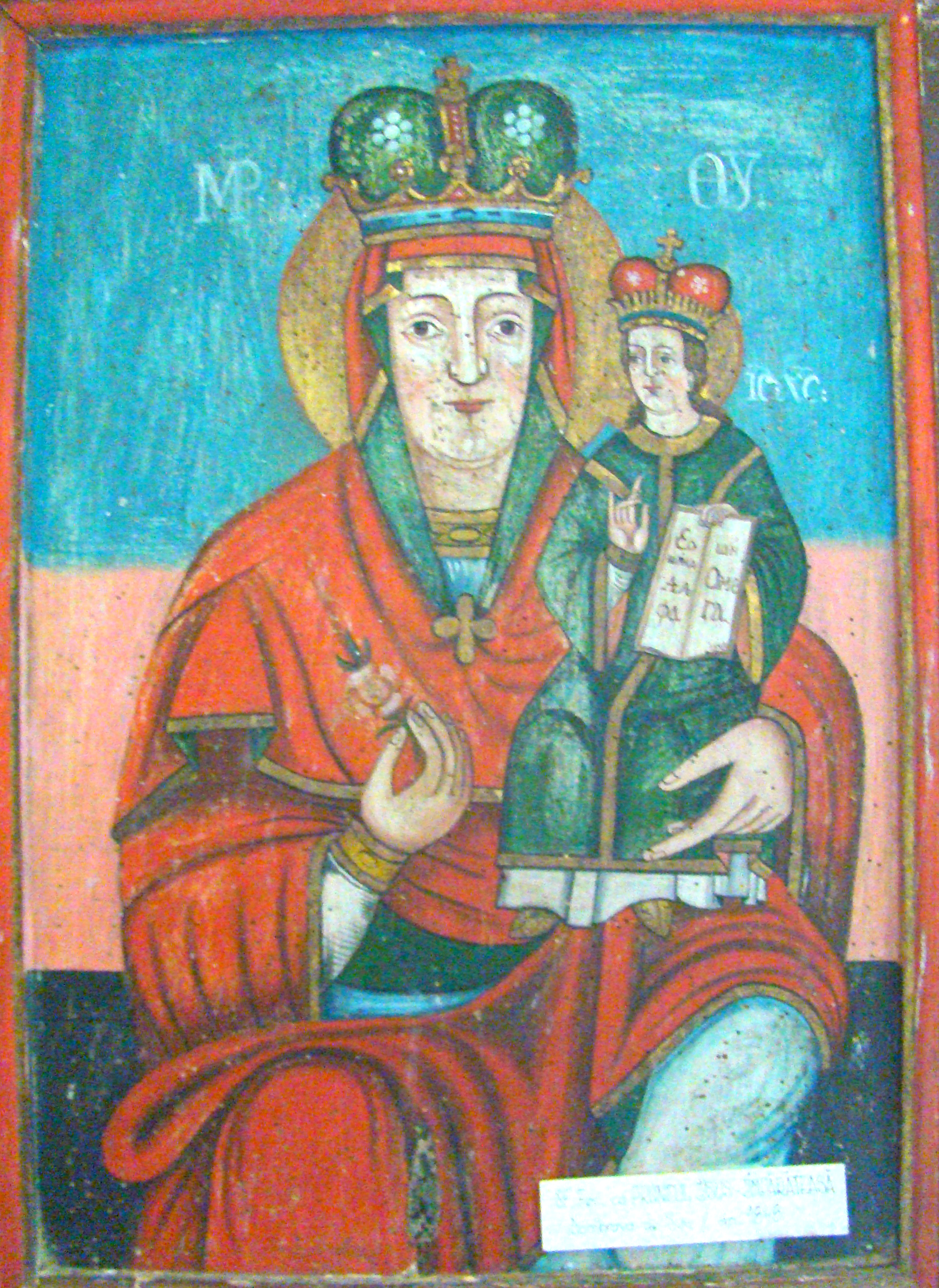
Sfânta Fecioară cu pruncul Iisus-Împărăteasă (1848)
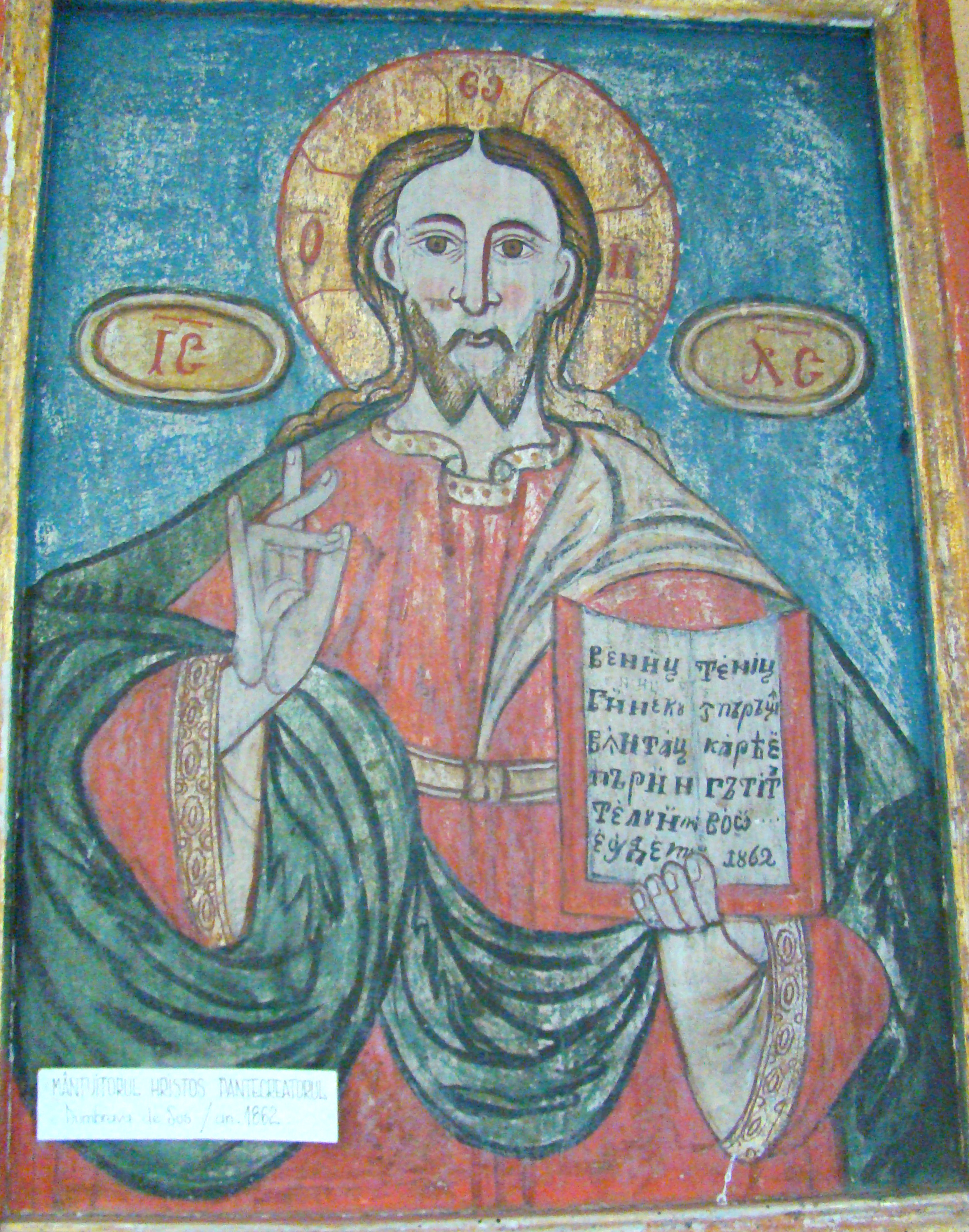
Mântuitorul Iisus Hristos
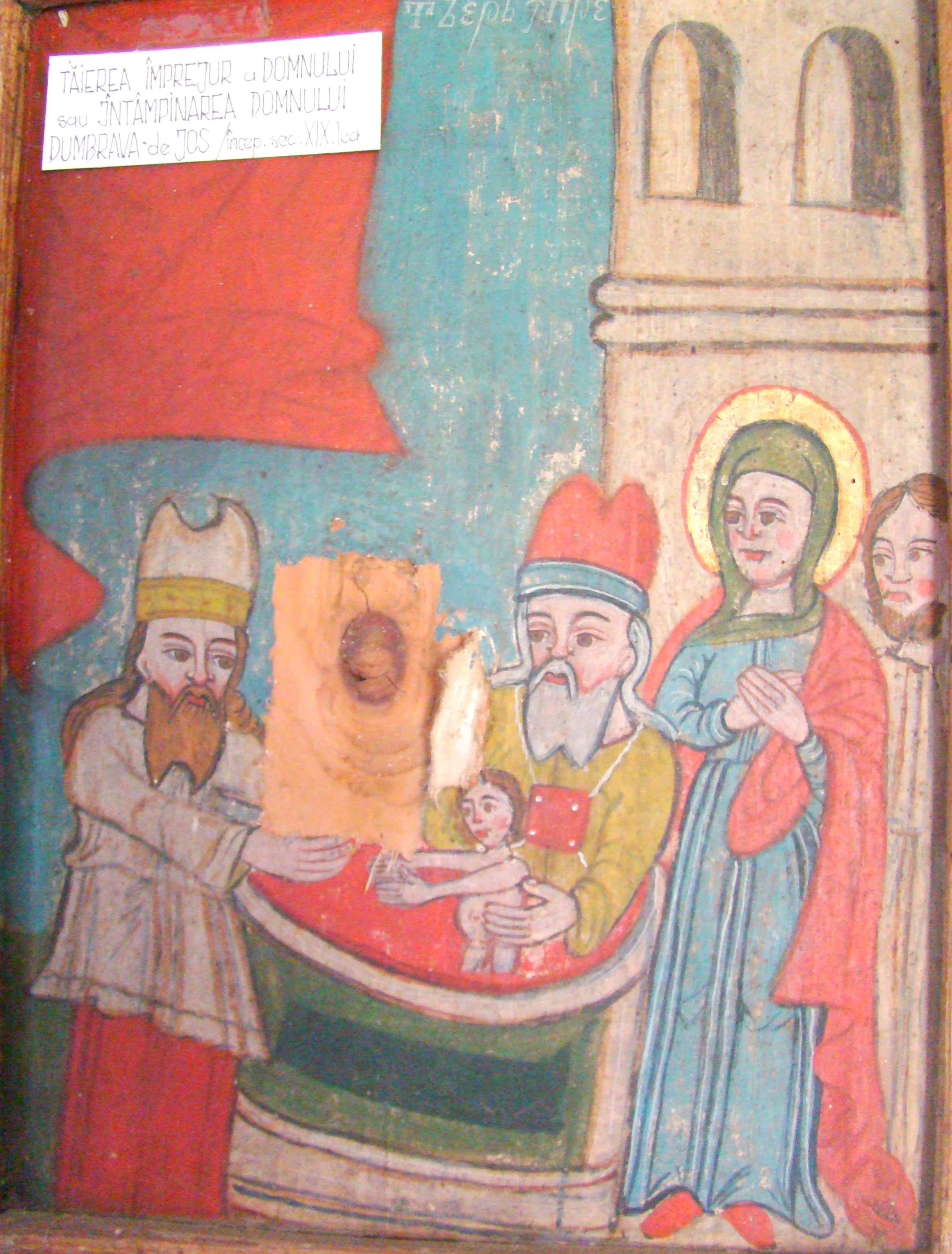
Întâmpinarea Domnului (sec.XIX)
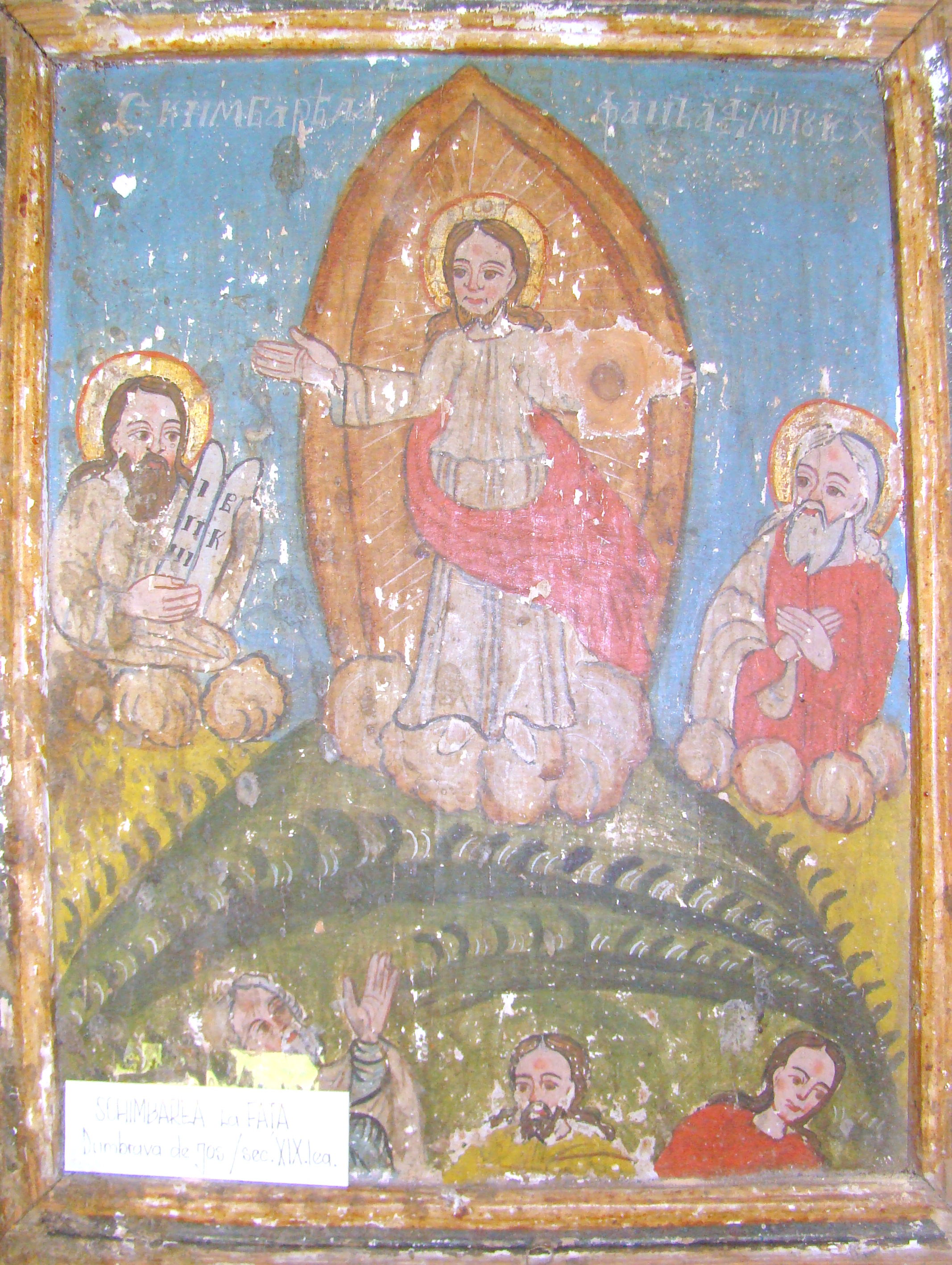
Schimbarea la Față (sec.XIX)
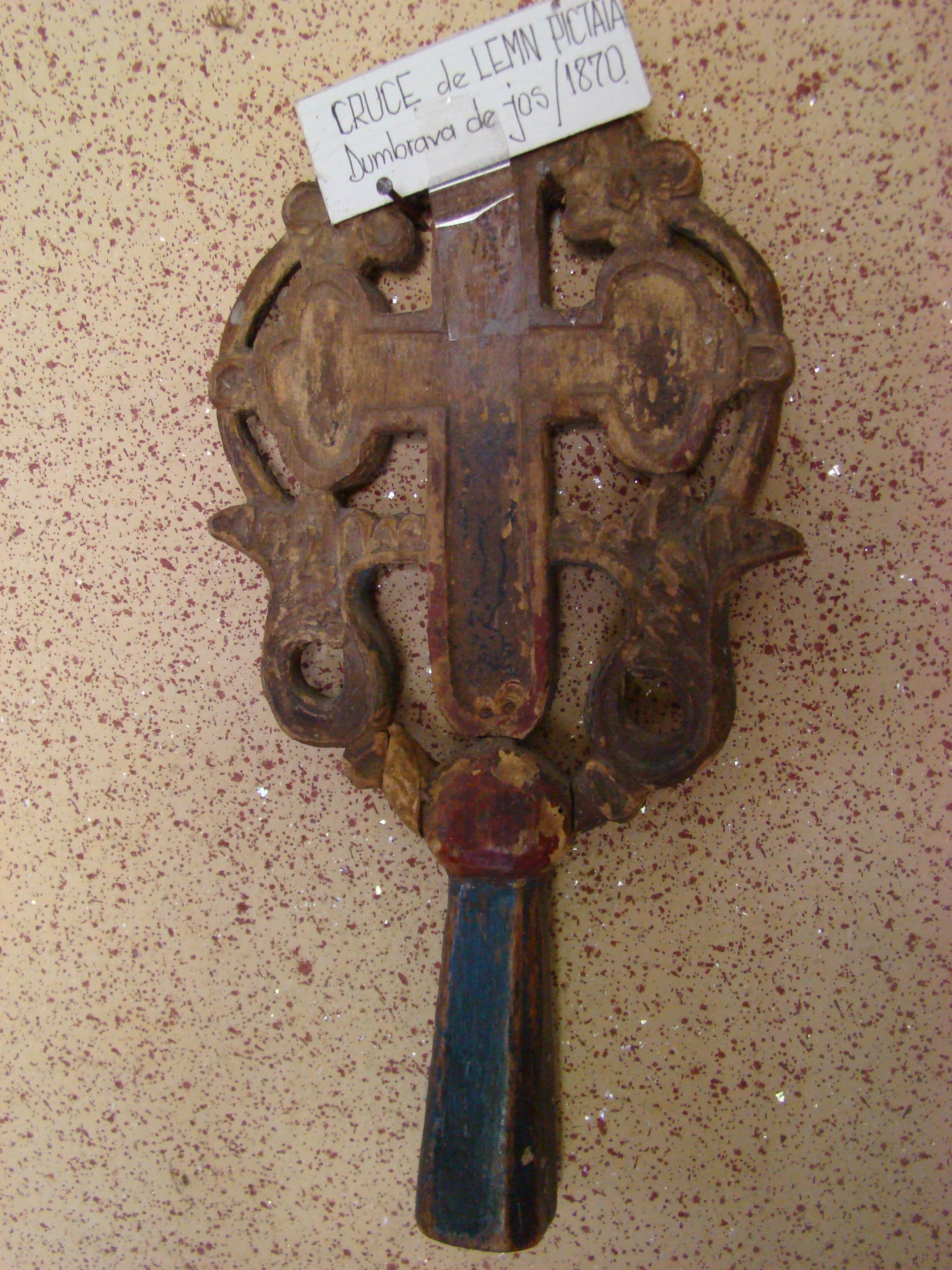
Cruce de lemn pictată (1870)
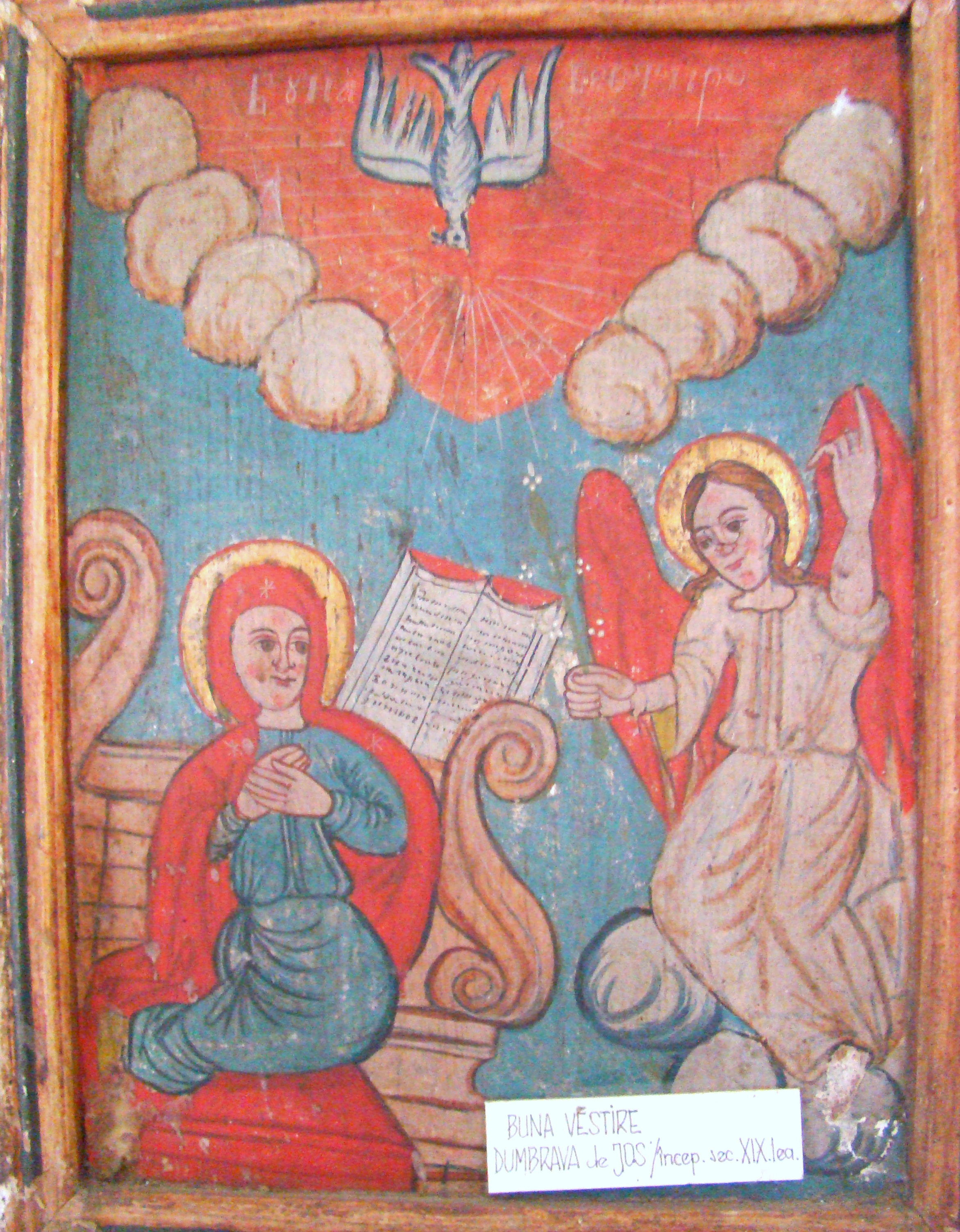
Buna Vestire (sec.XIX)
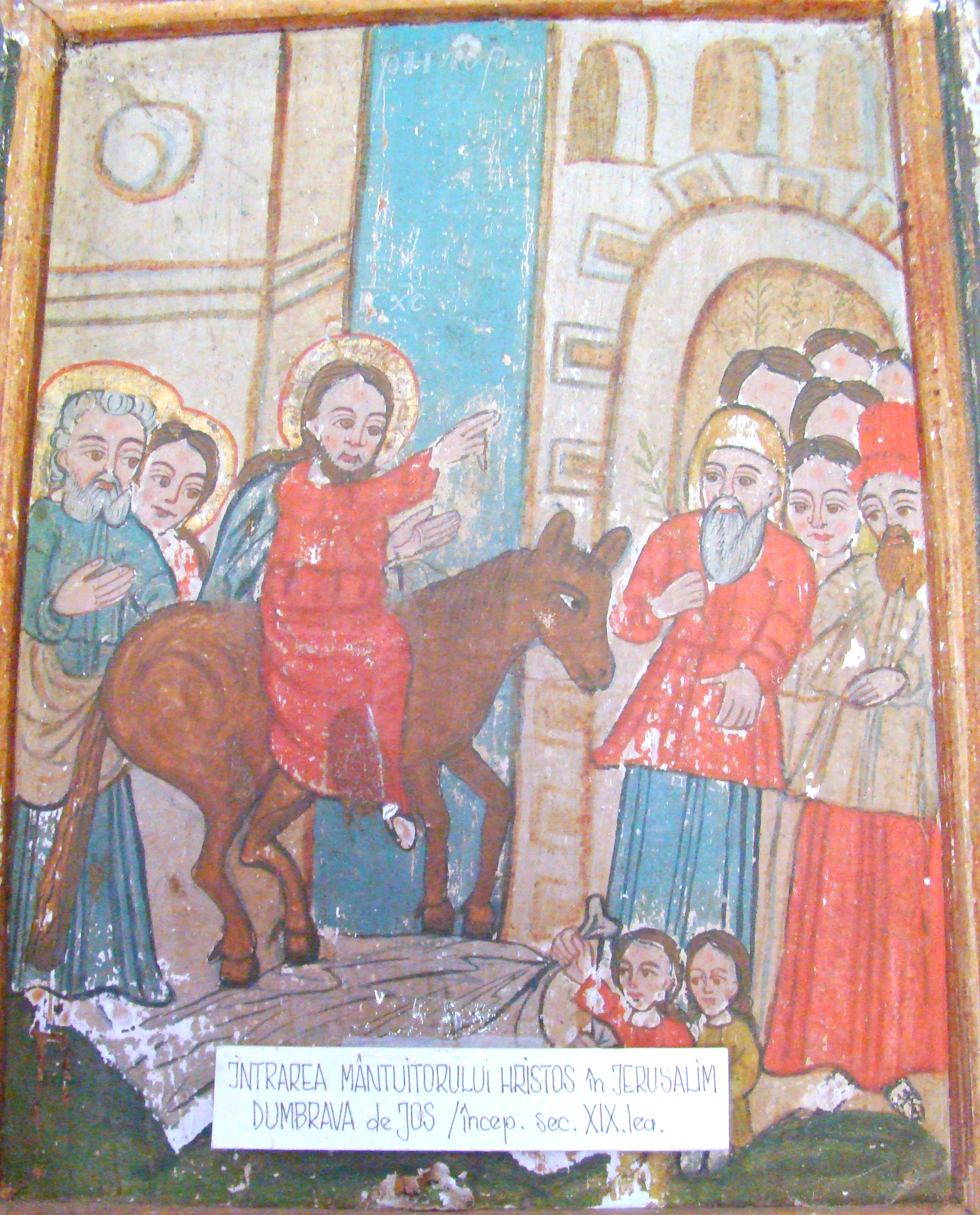
Intrarea Mântuitorului Hristos în Ierusalim
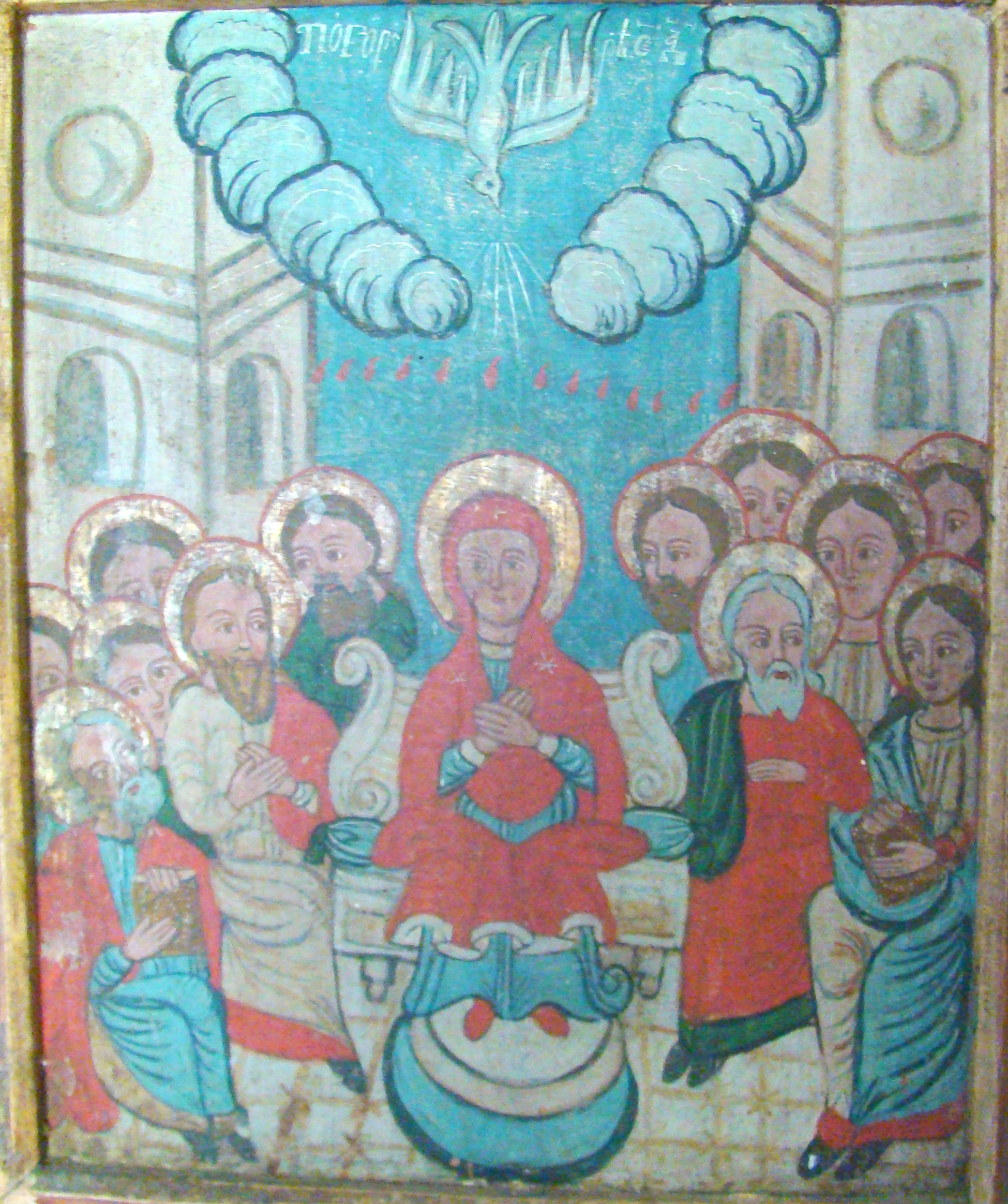
Pogorârea Sfântului Duh
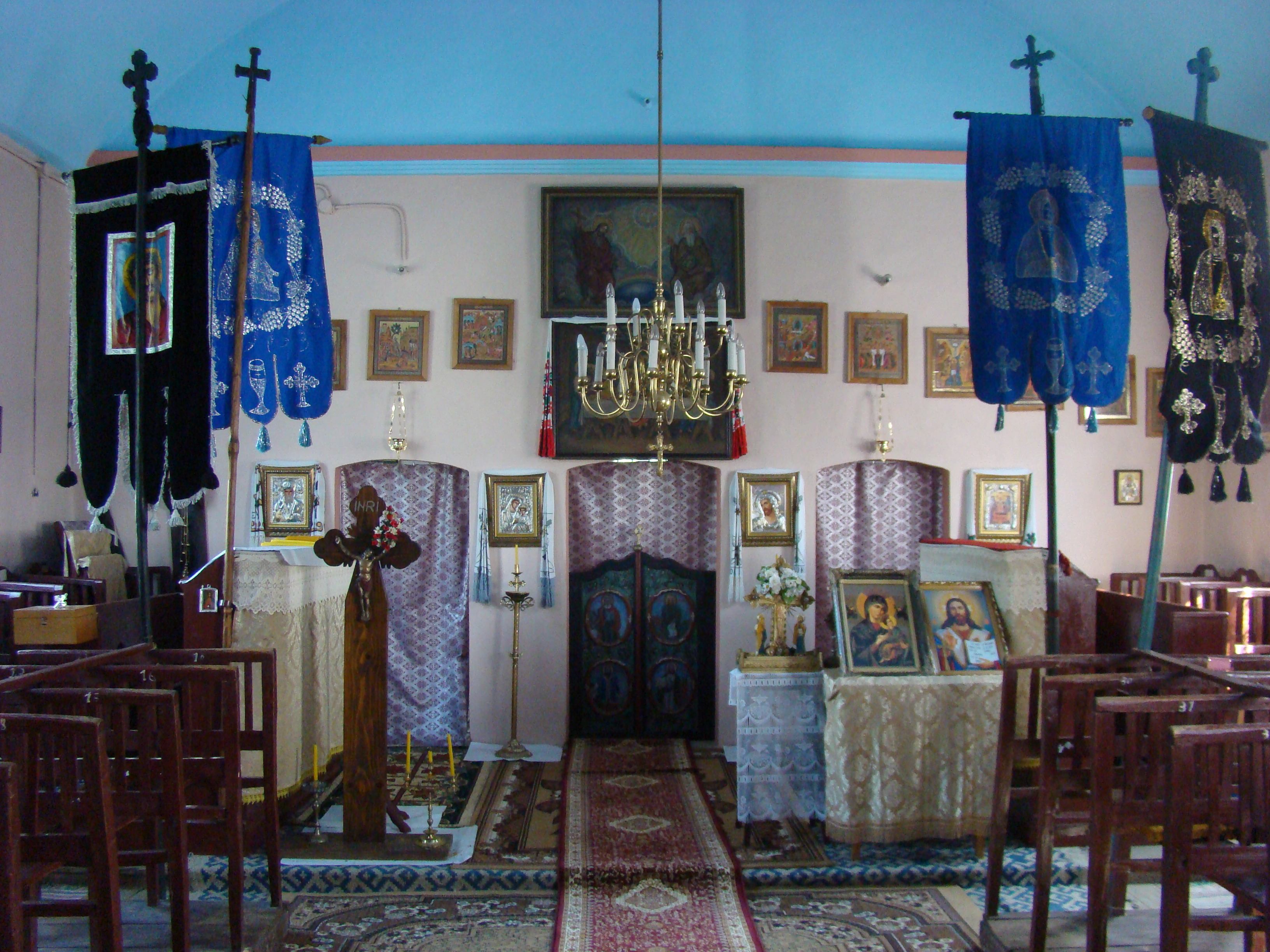
În naos
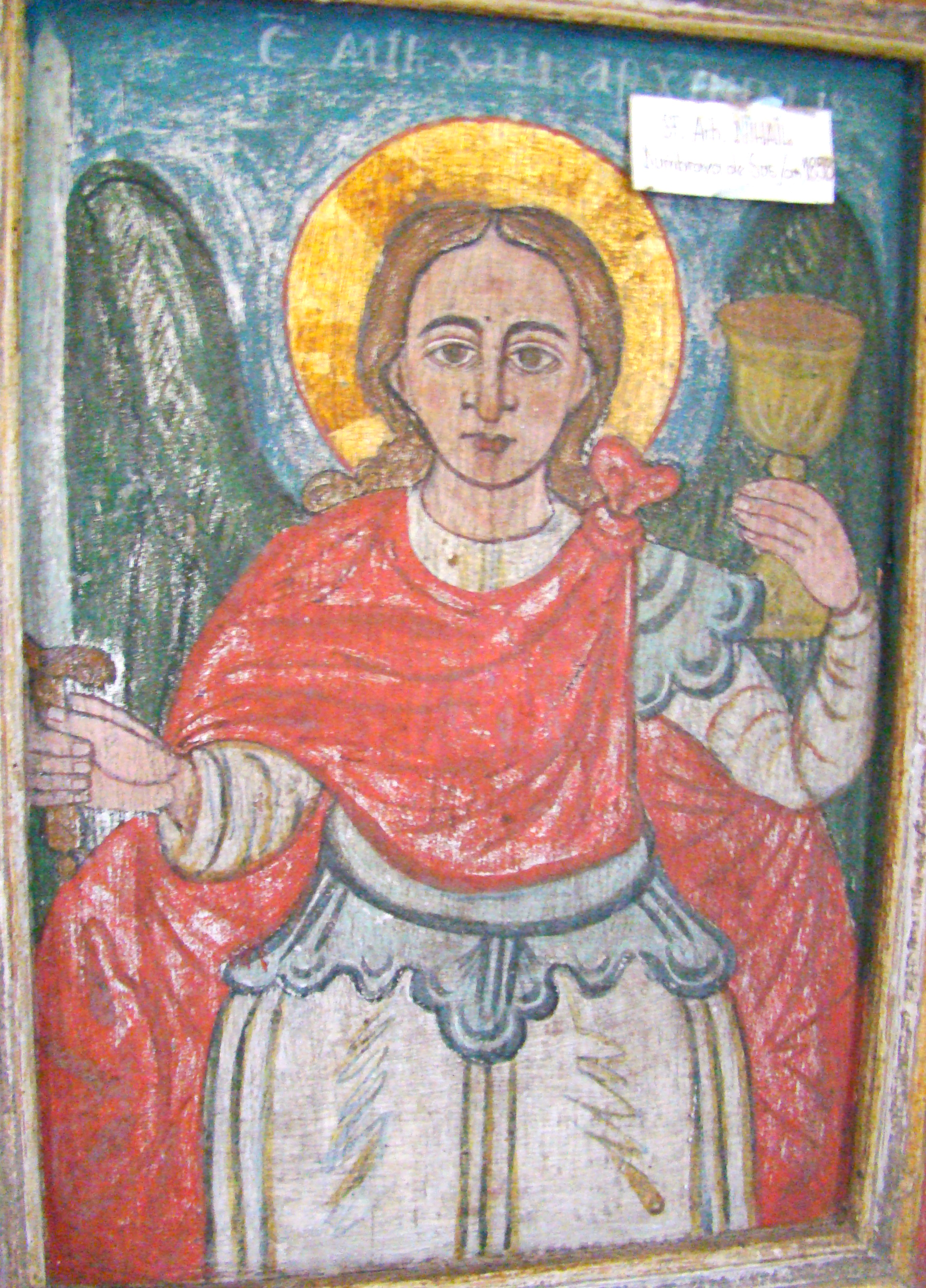
Arhanghelul Mihail
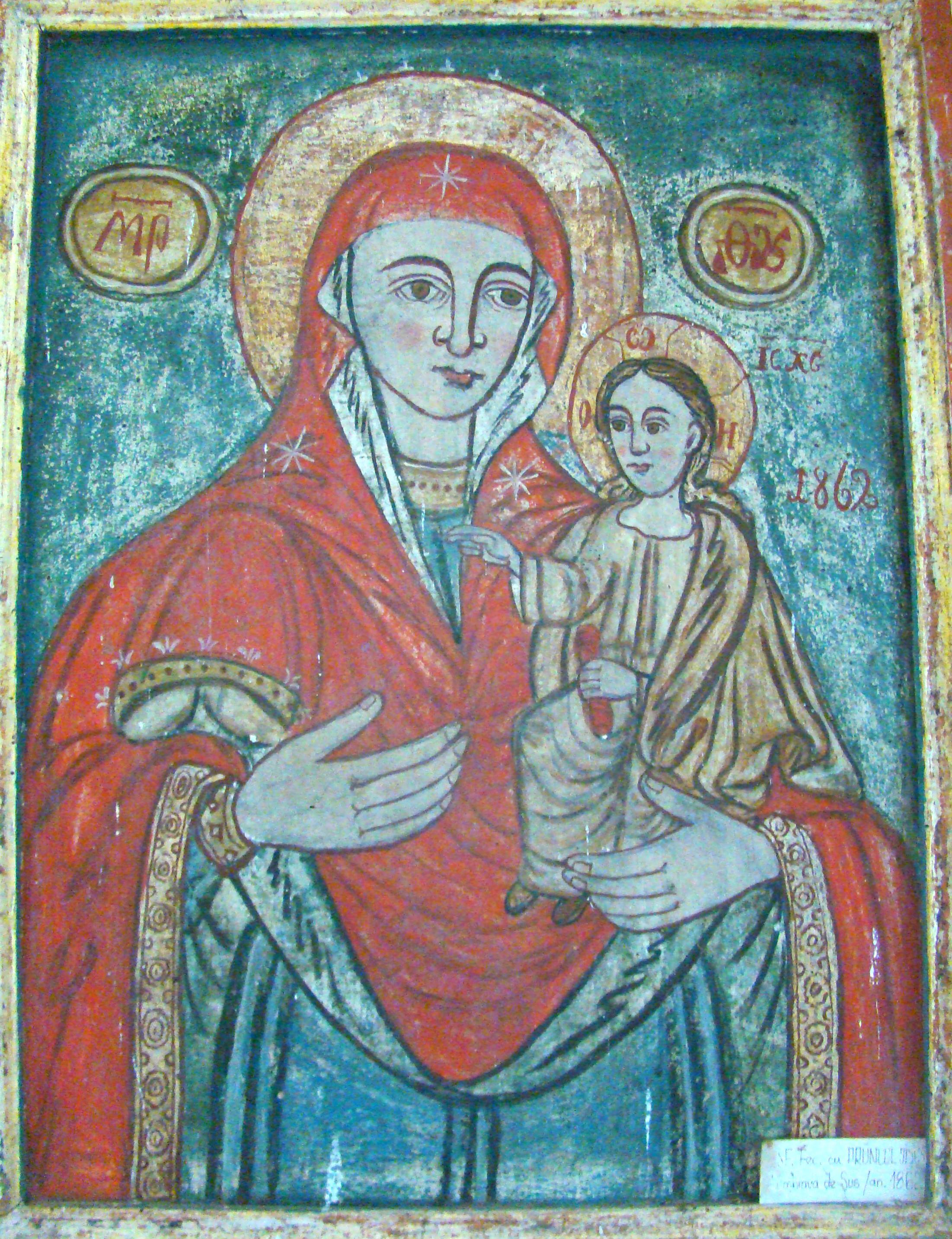
Sfânta Fecioară cu pruncul Iisus
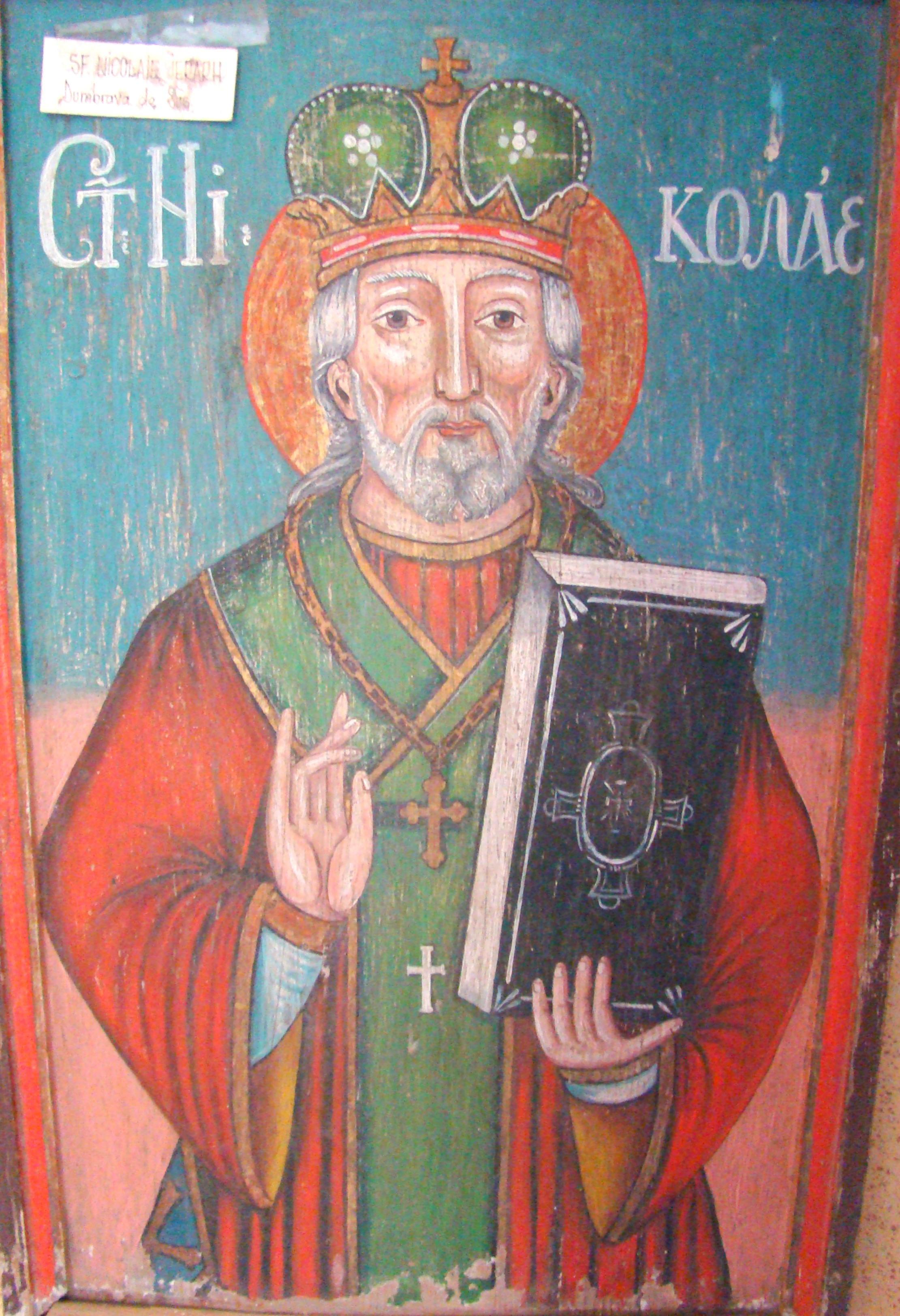
Sfântul Nicolae
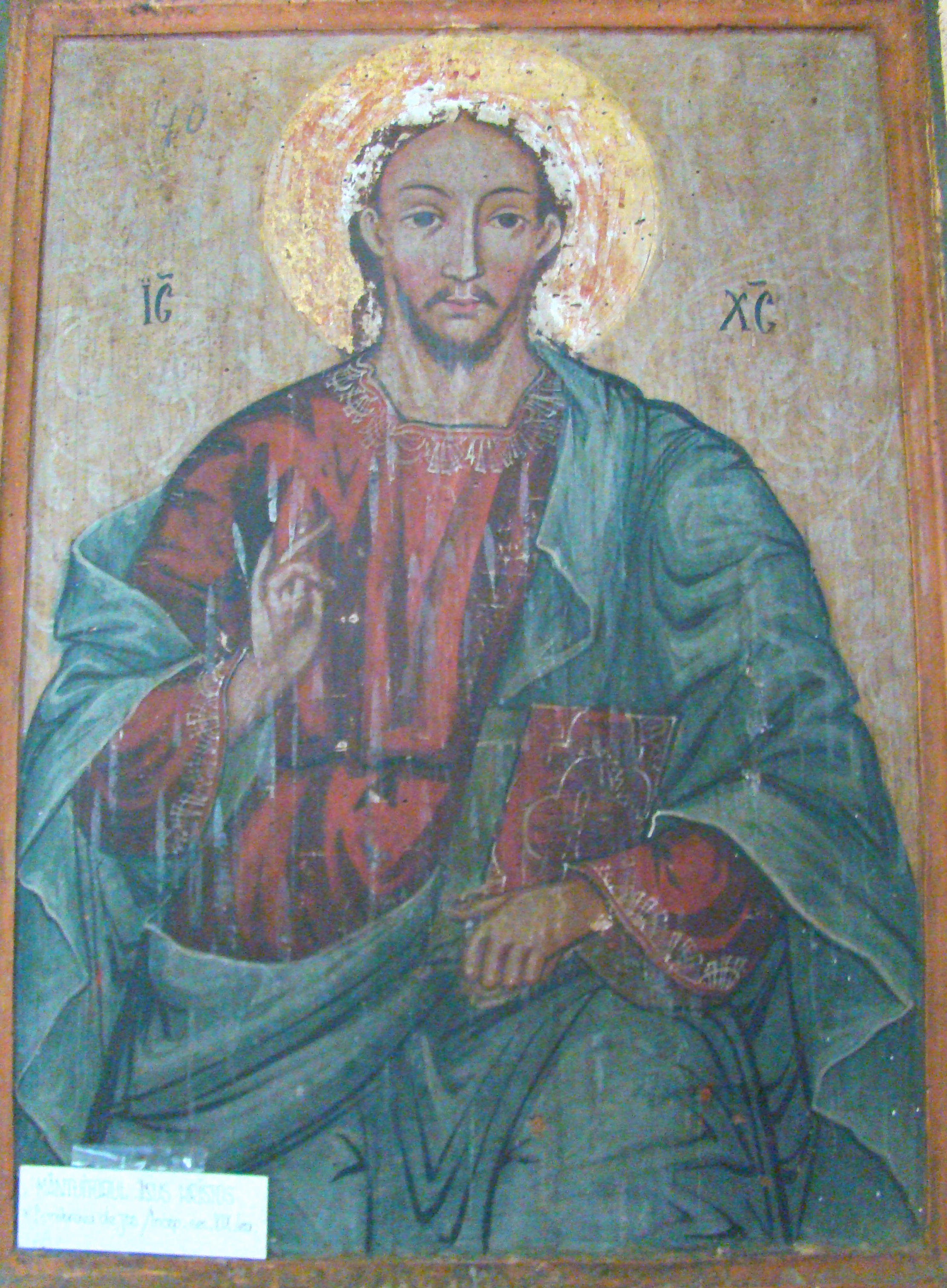
Mântuitorul Iisus Hristos
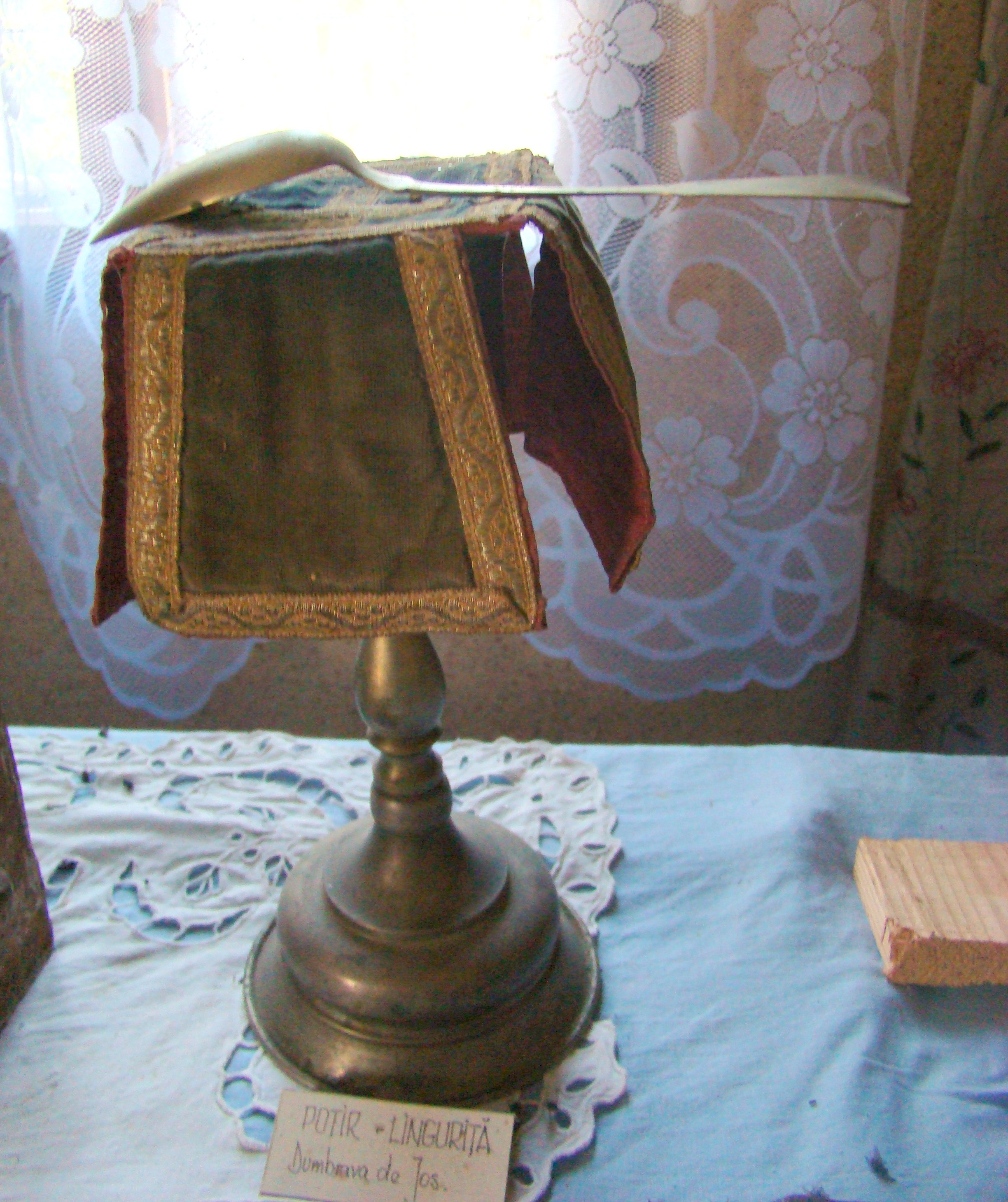
Potir
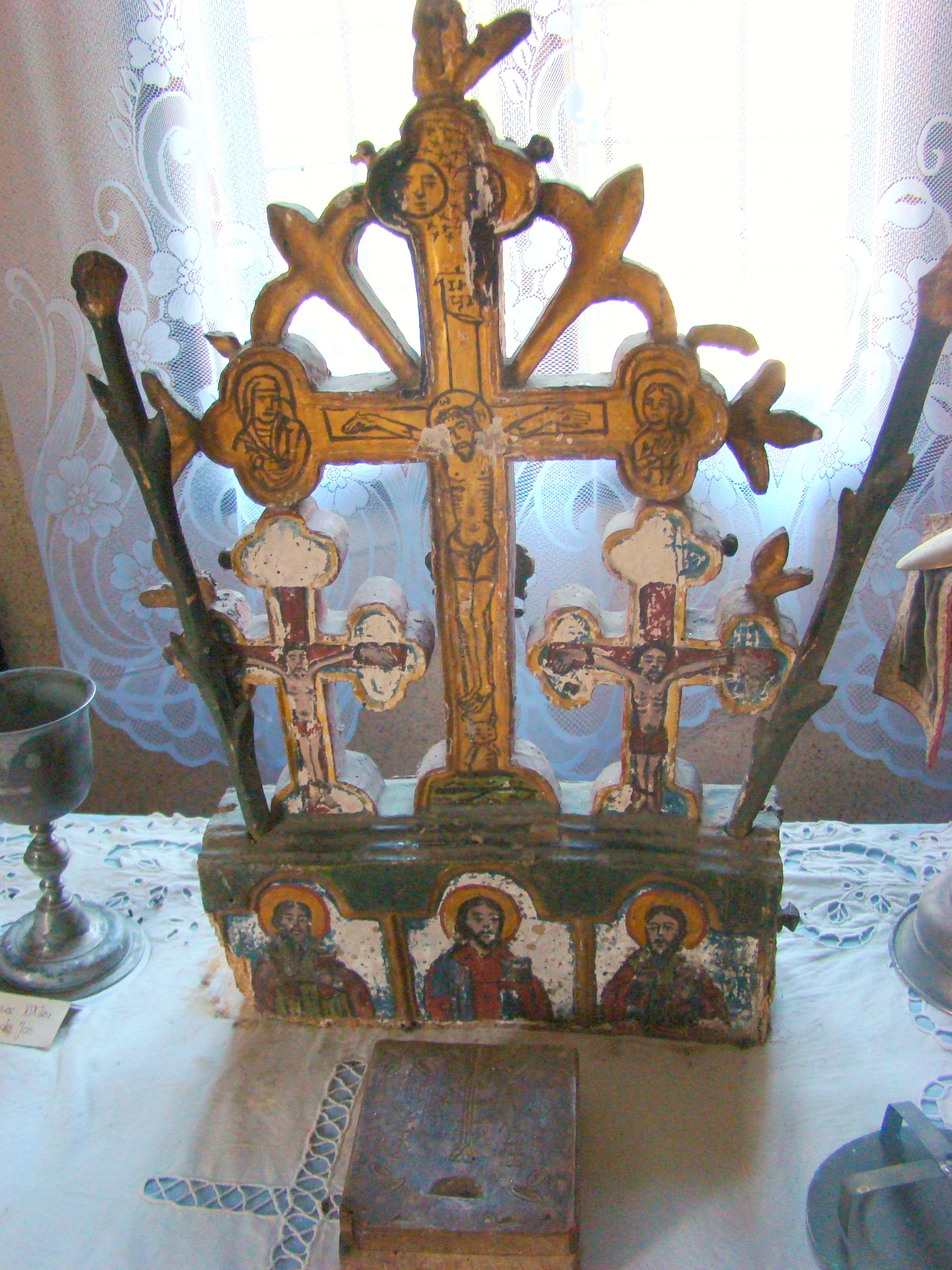
Cruce de lemn pictată (1831)
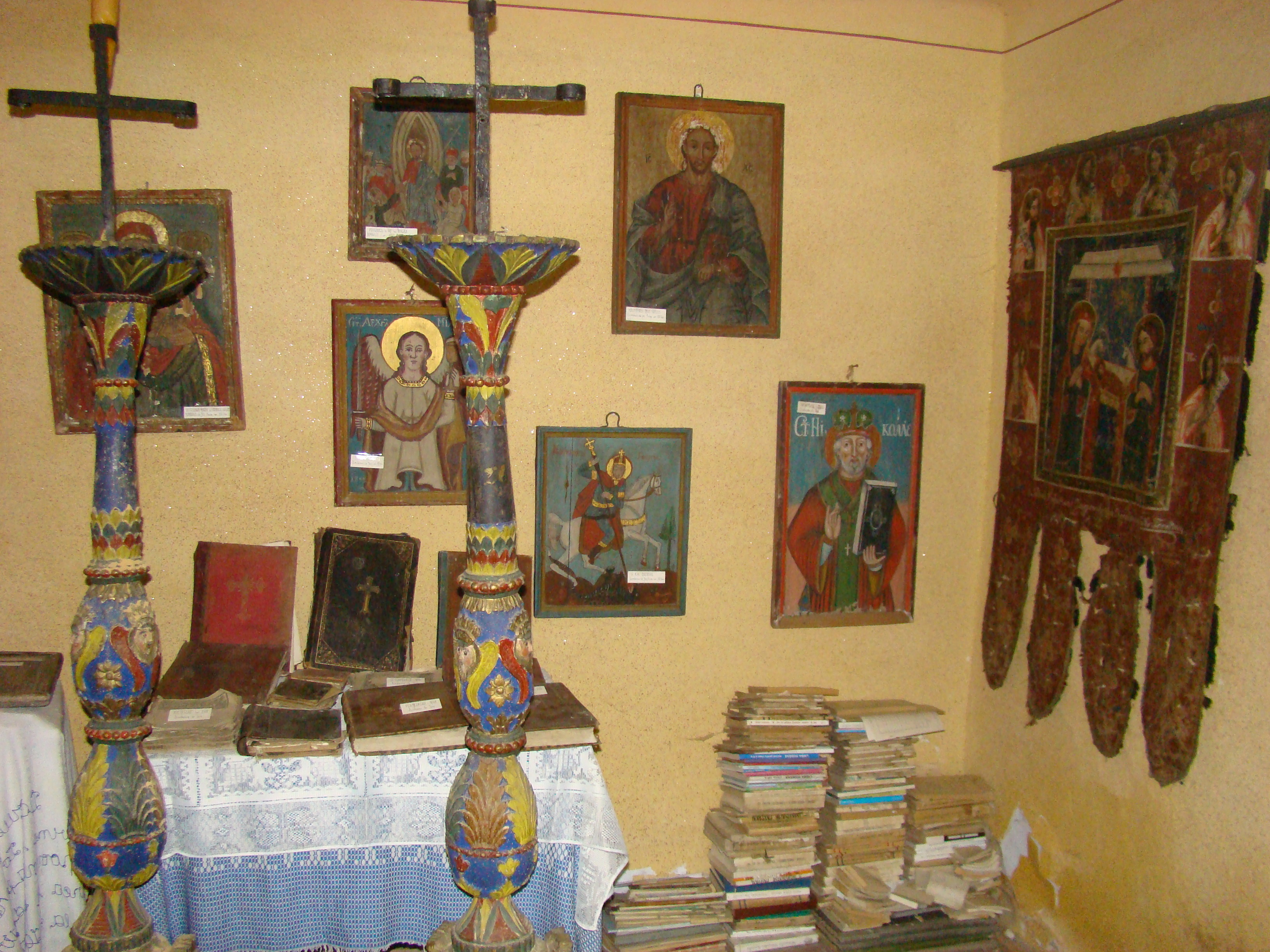
În muzeu
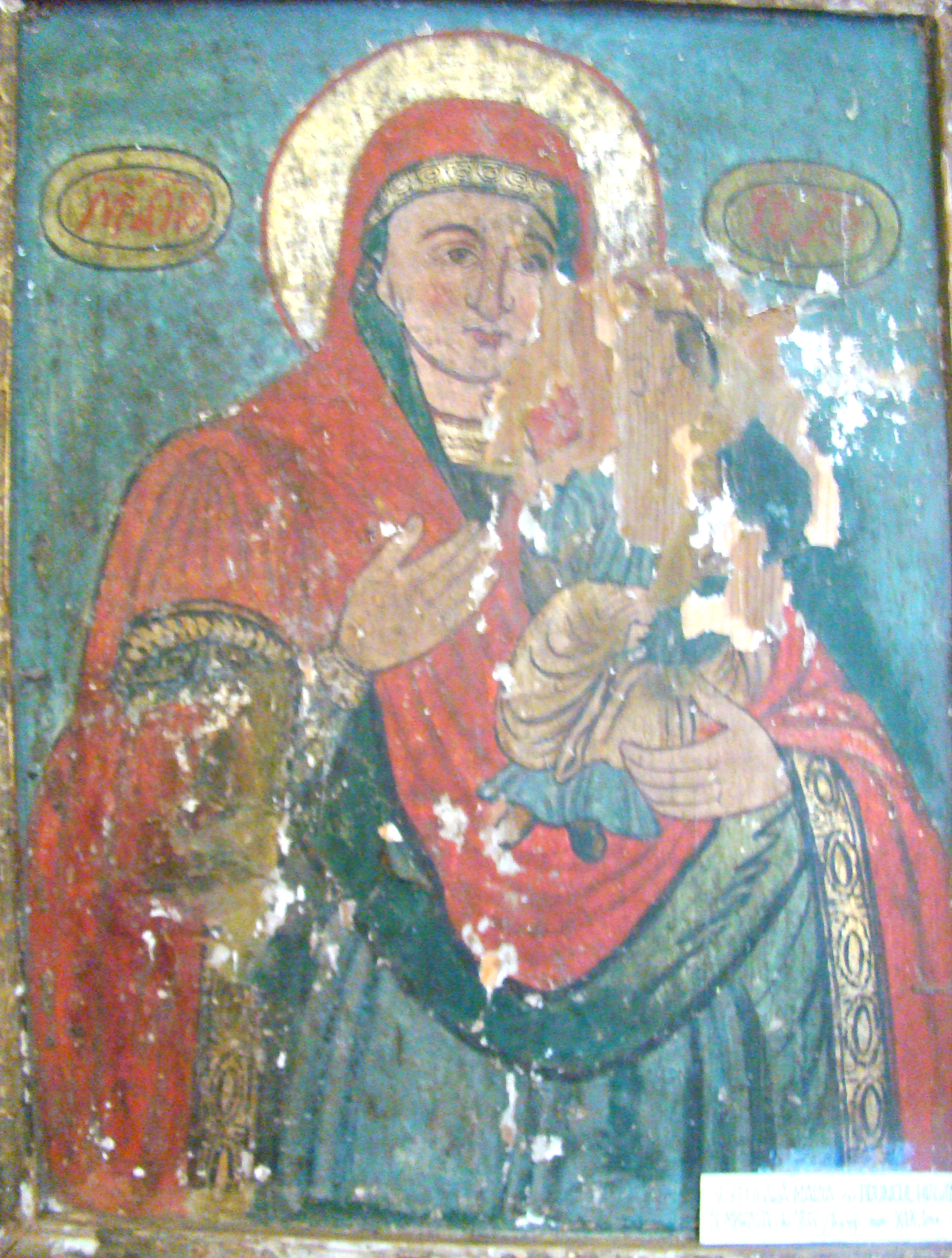
Sfânta Fecioară cu pruncul Hristos
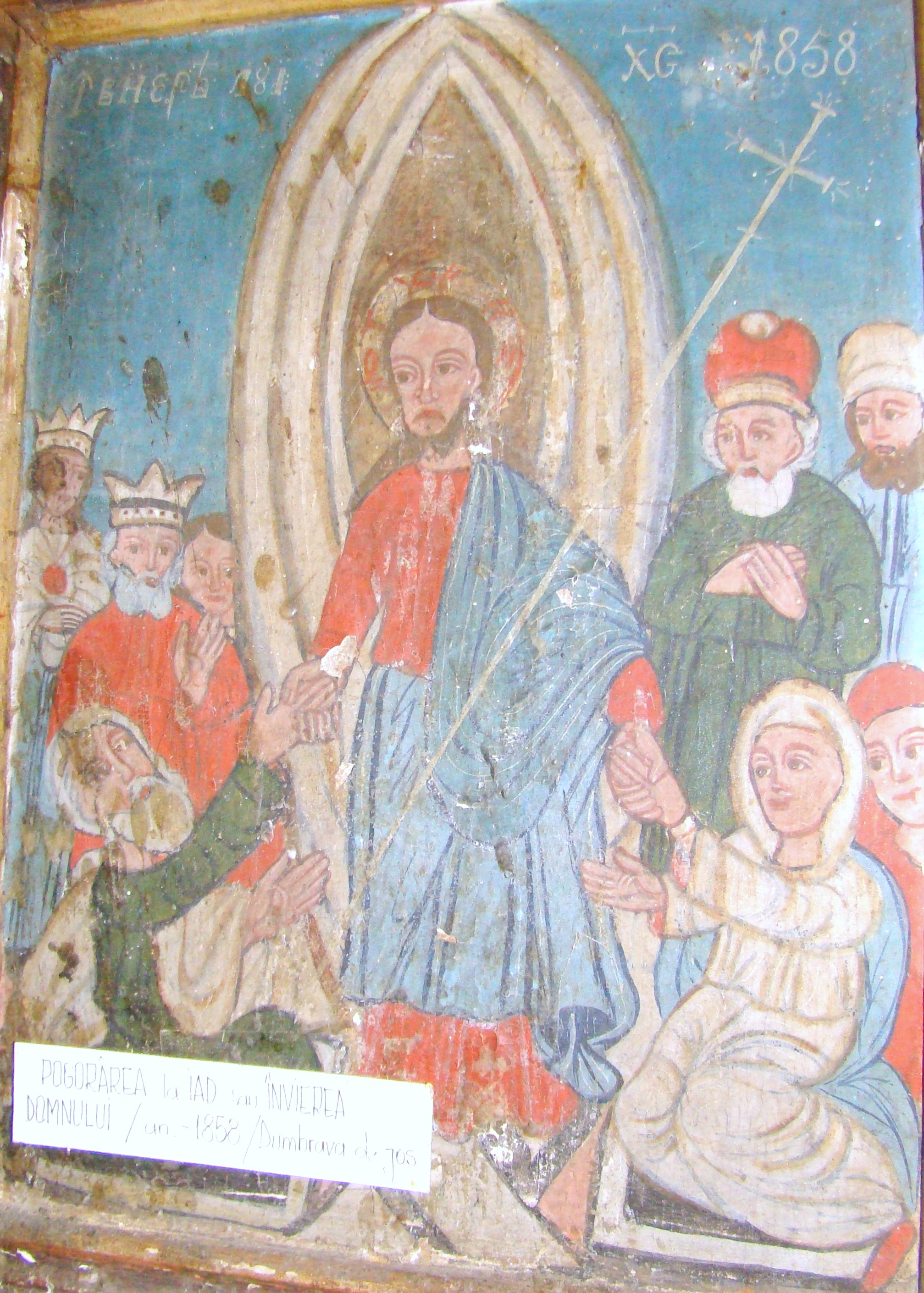
Învierea Domnului (1858)
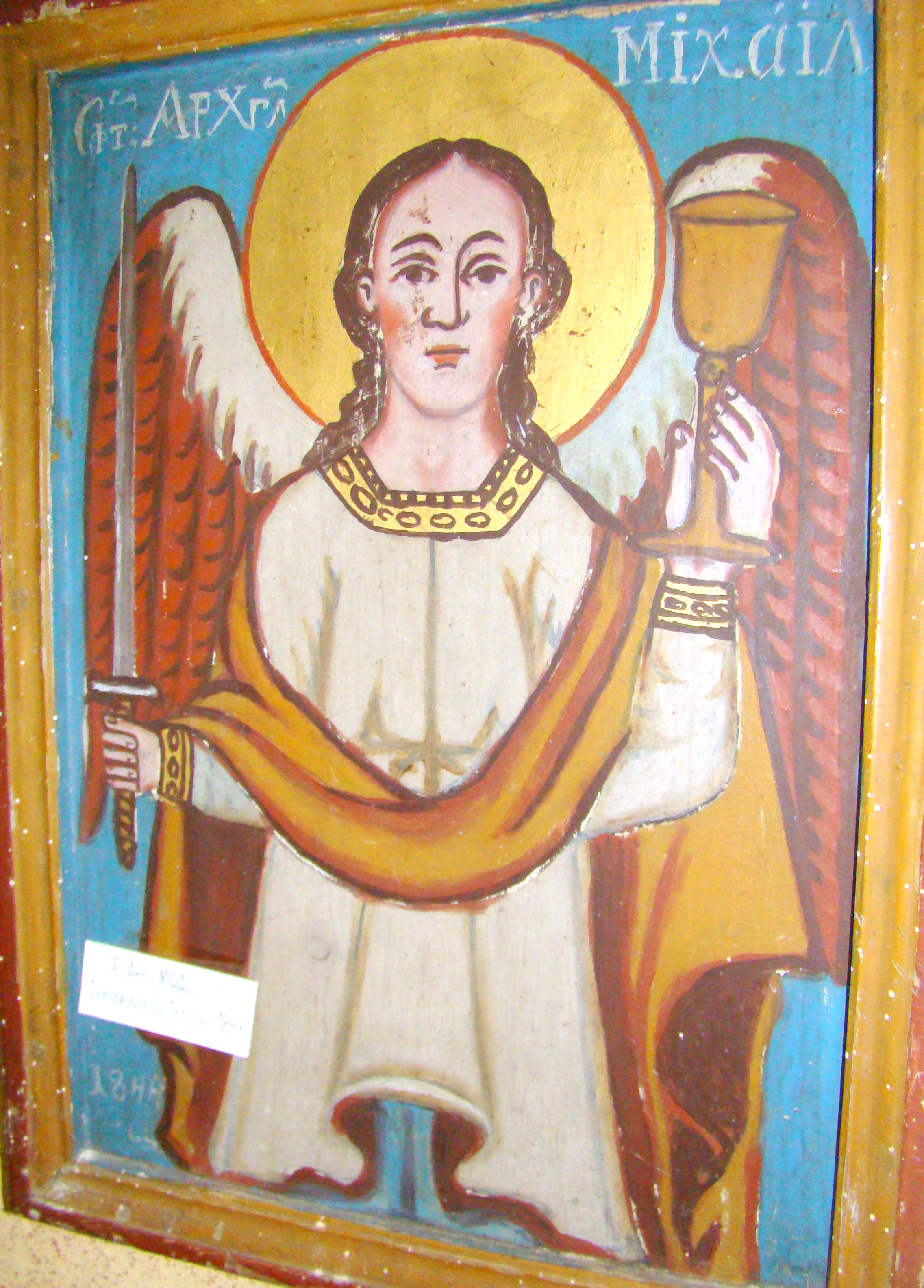
Sfântul Arhanghel Mihail
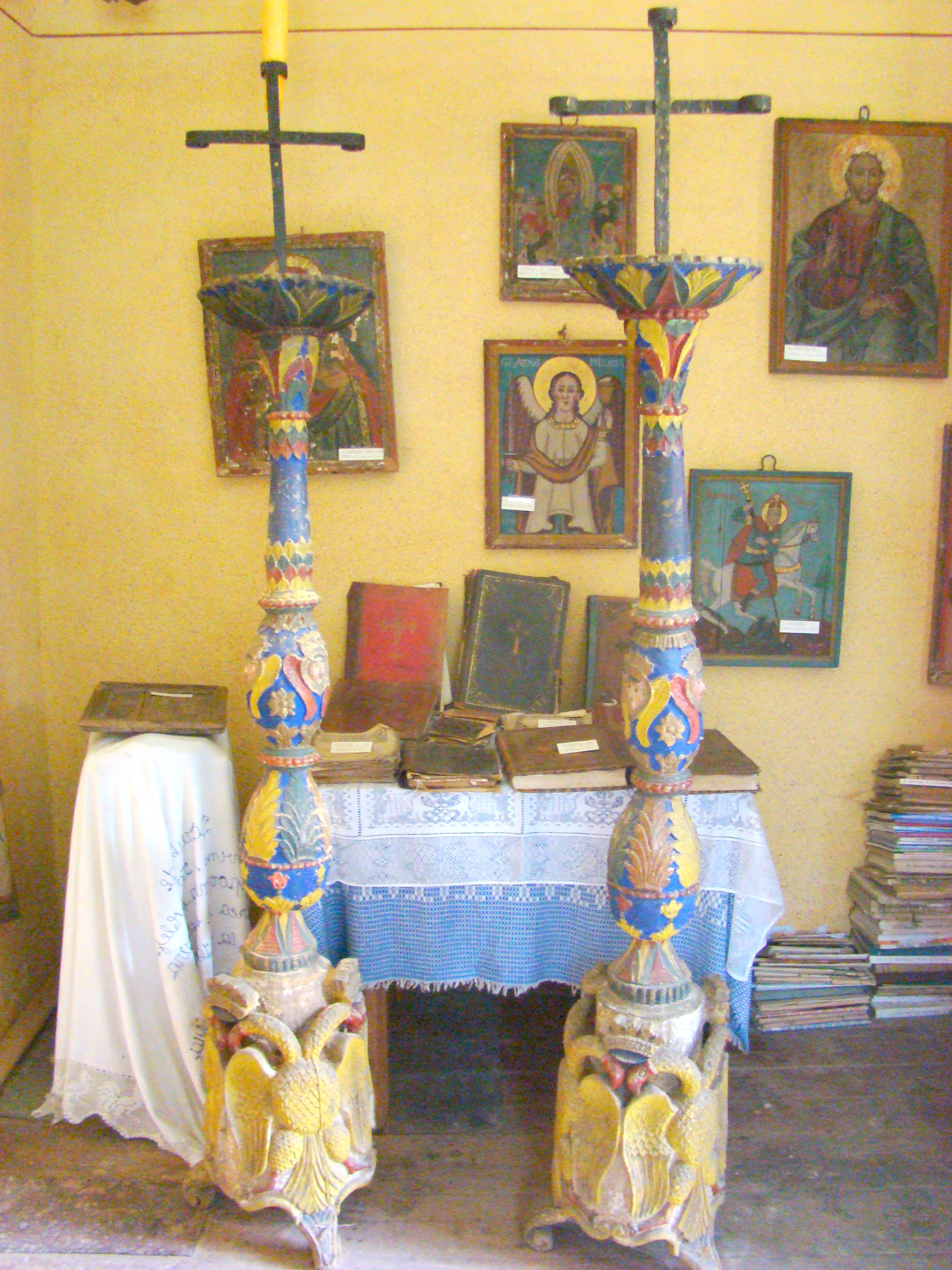
În muzeu
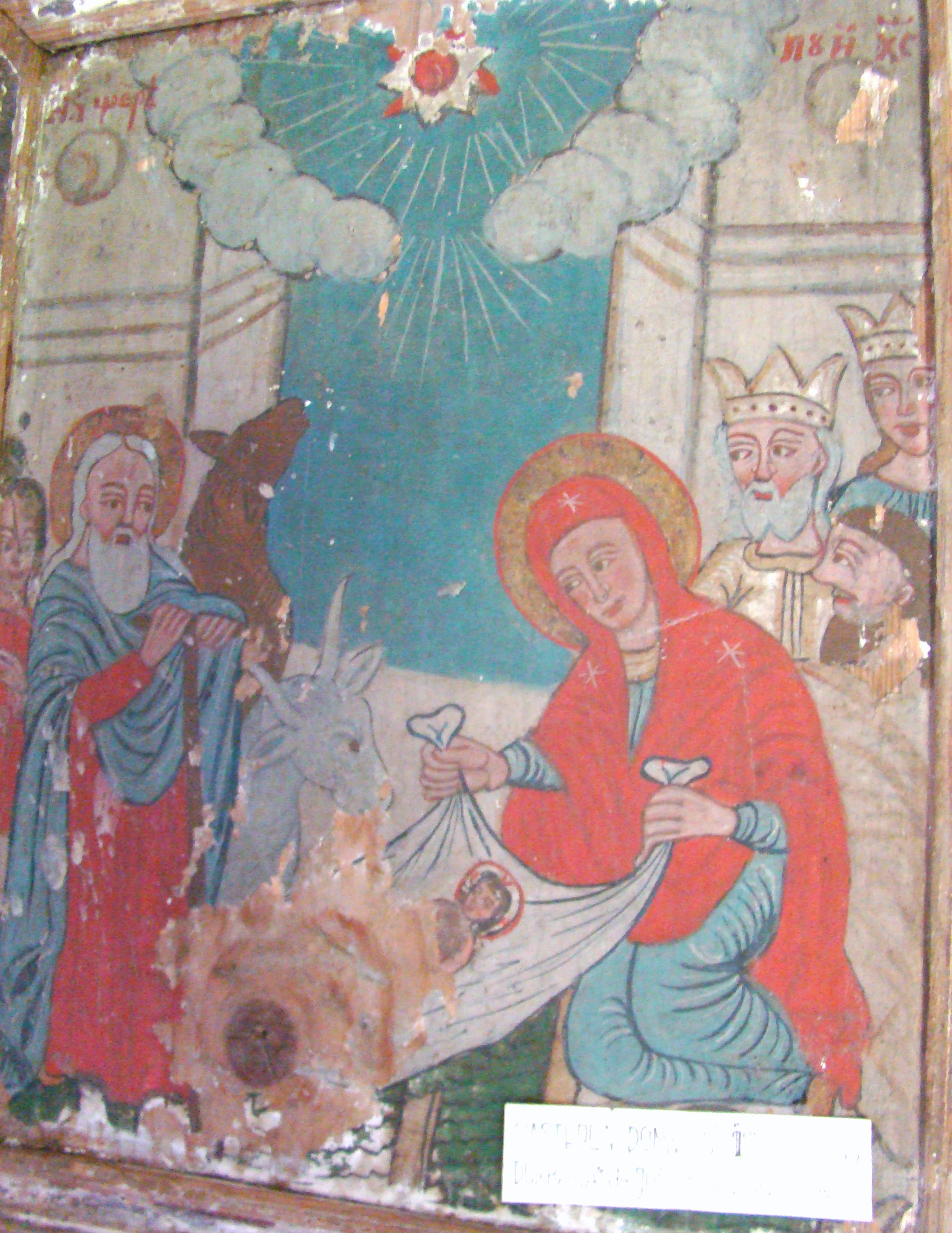
Nașterea Domnului
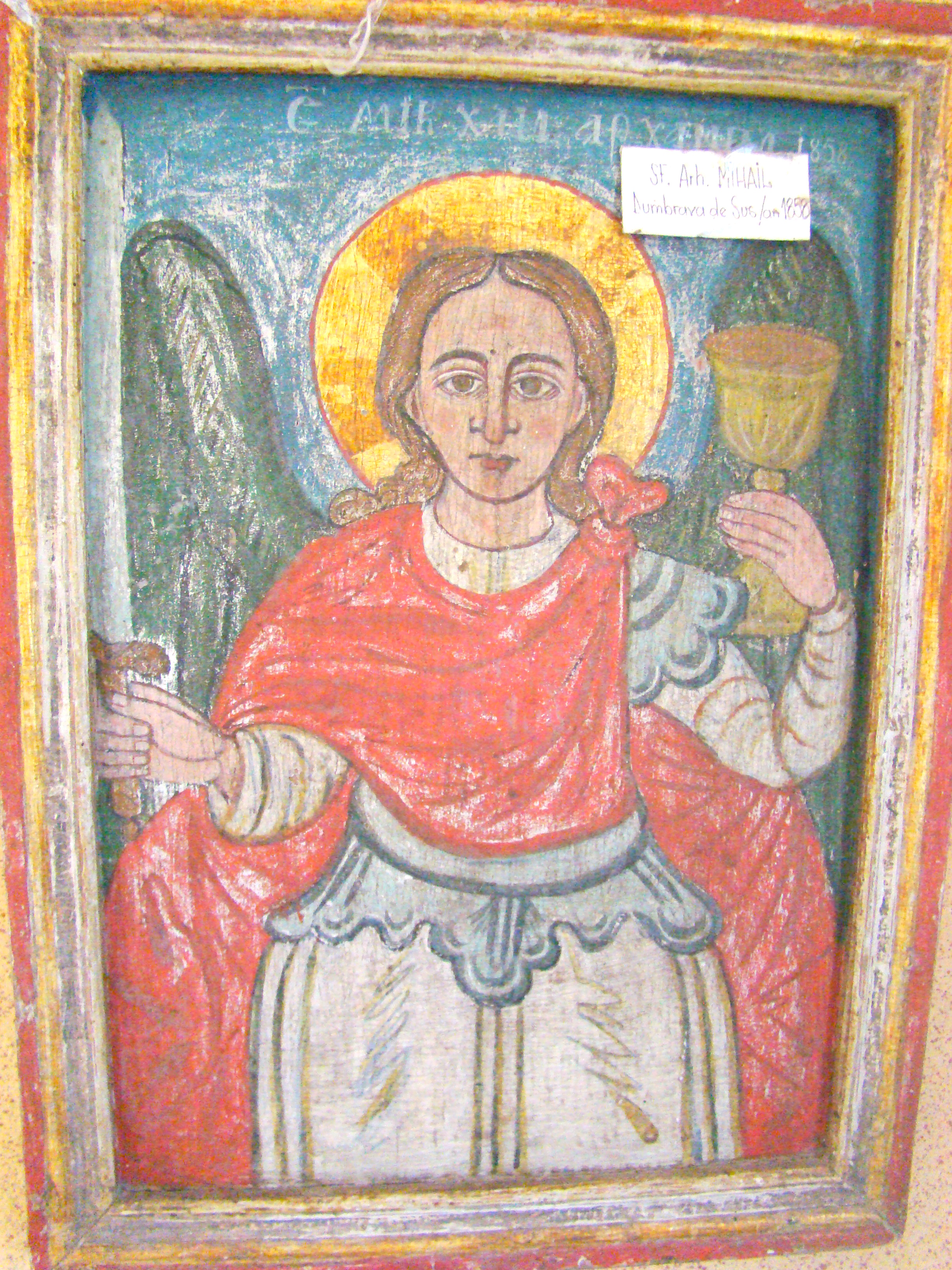
Arhanghelul Mihail
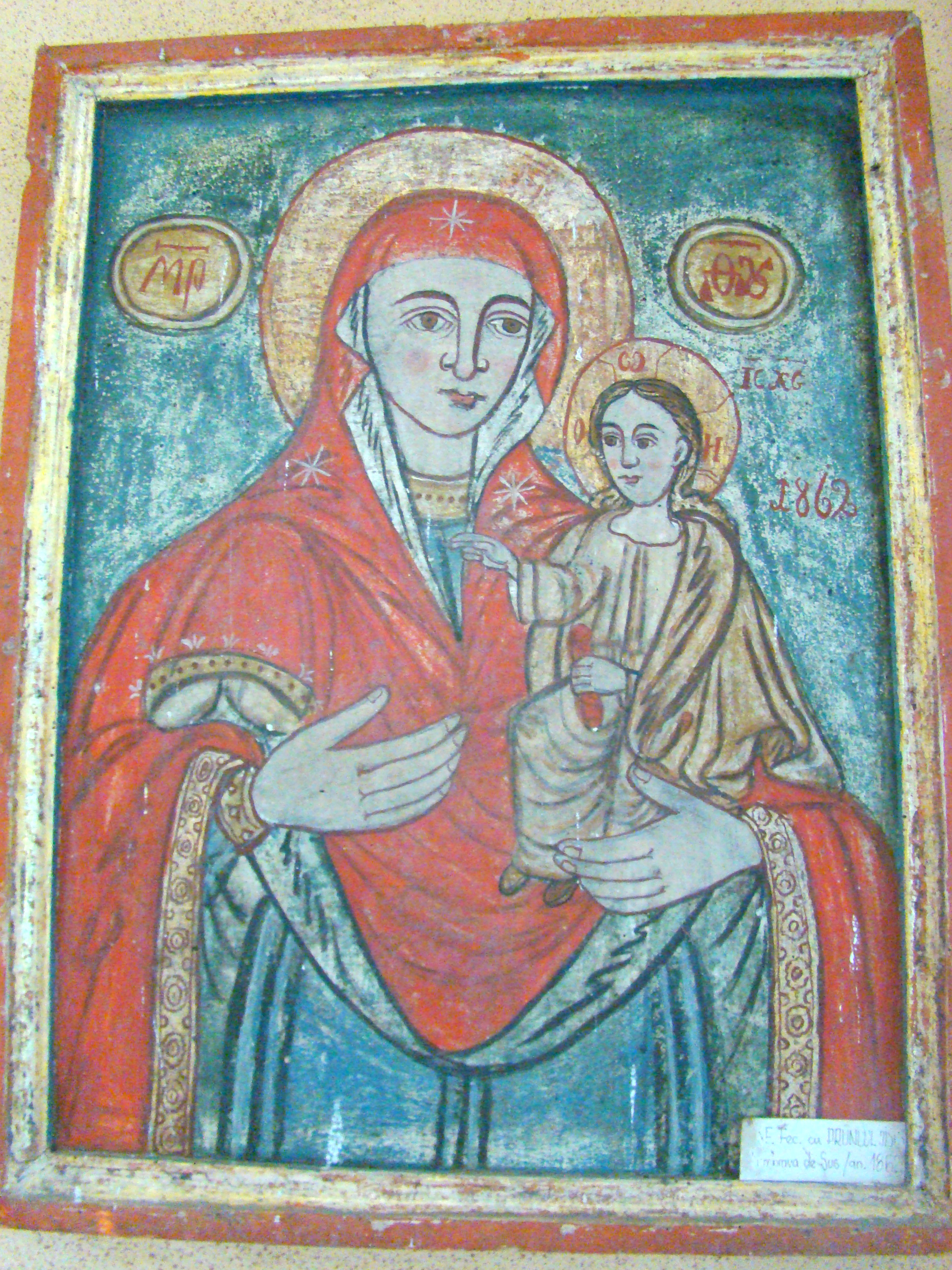
Sfânta Fecioară cu pruncul Iisus
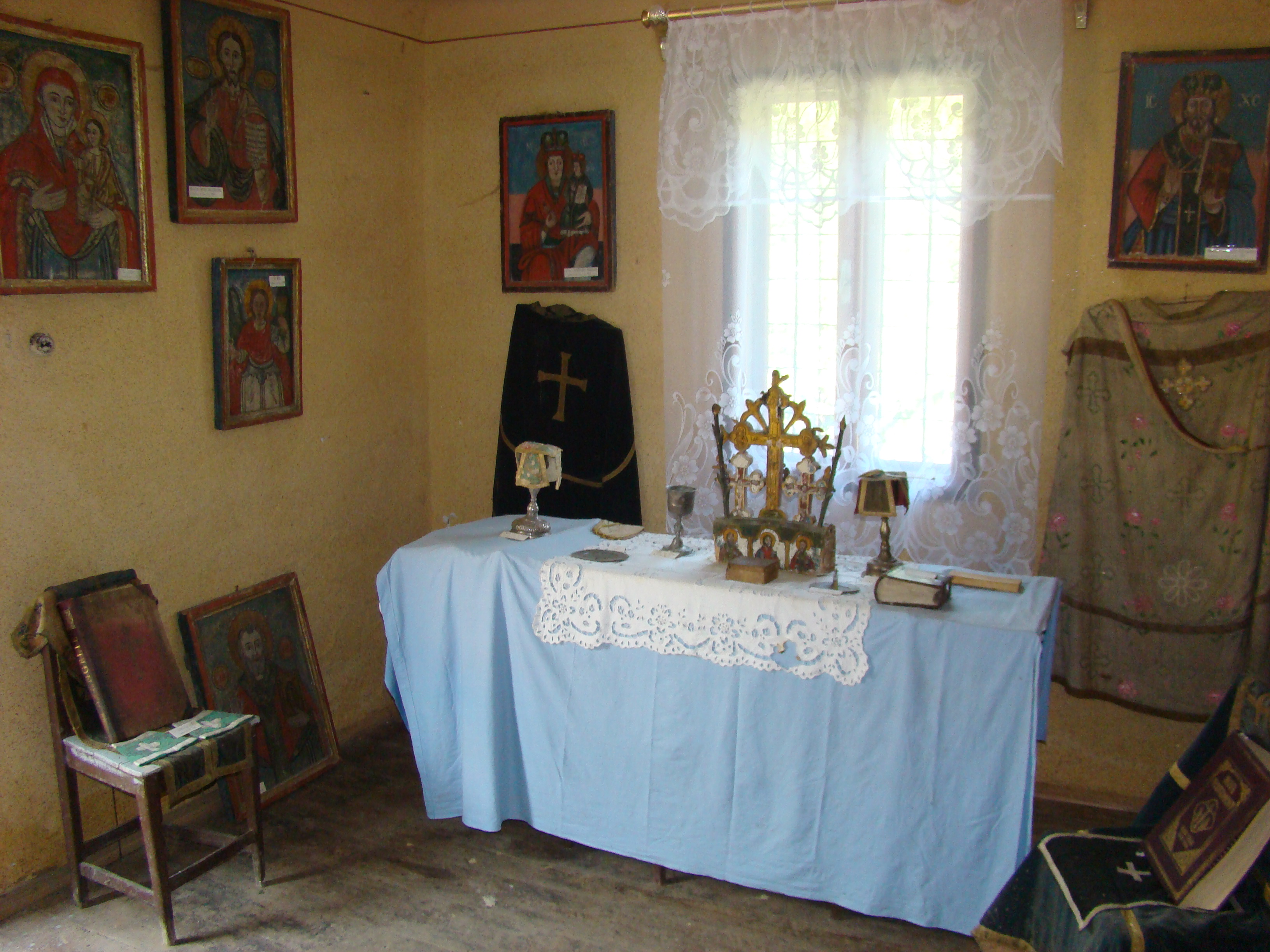
În muzeu
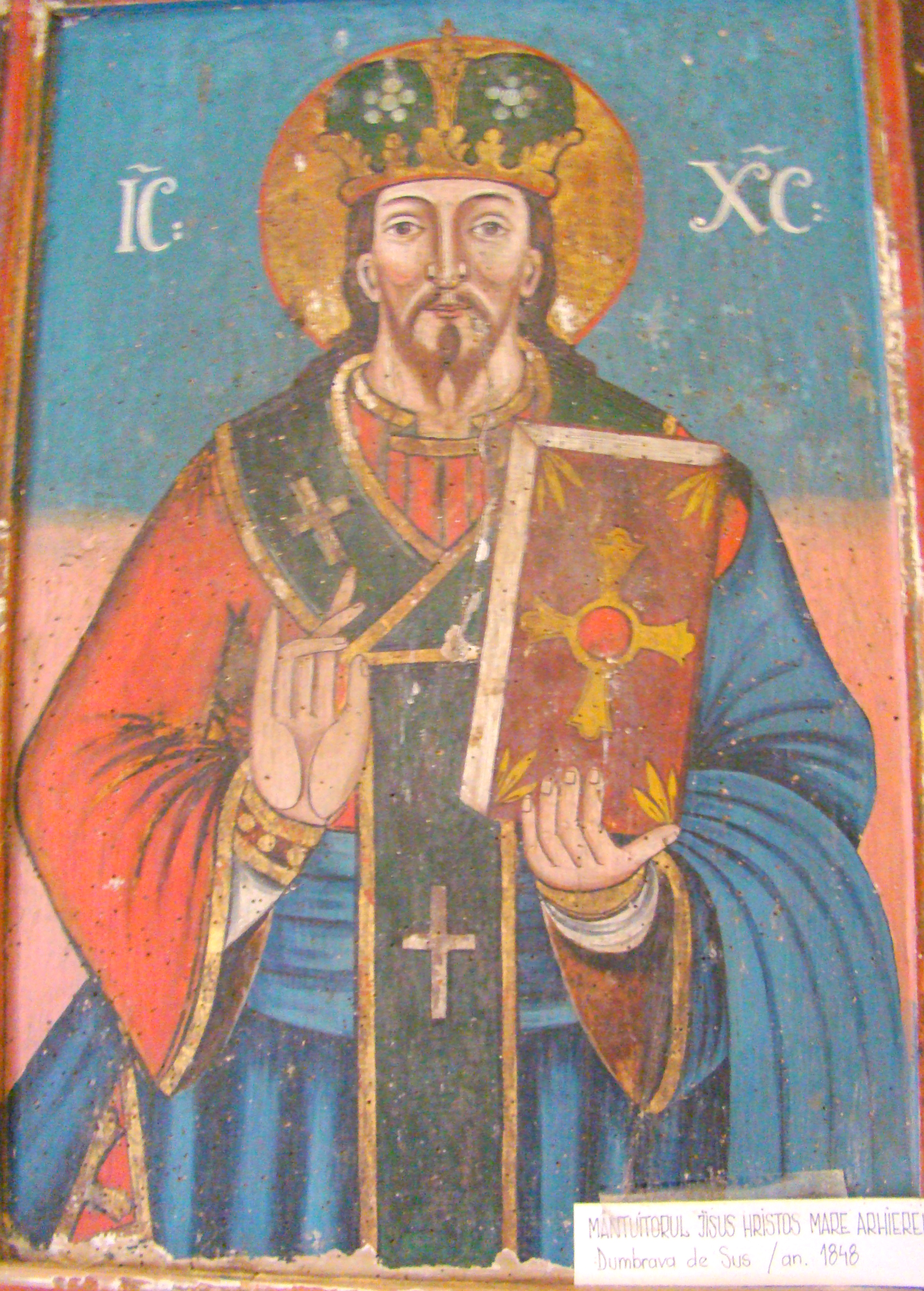
Mântuitorul Iisus Hristos Mare Arhiereu
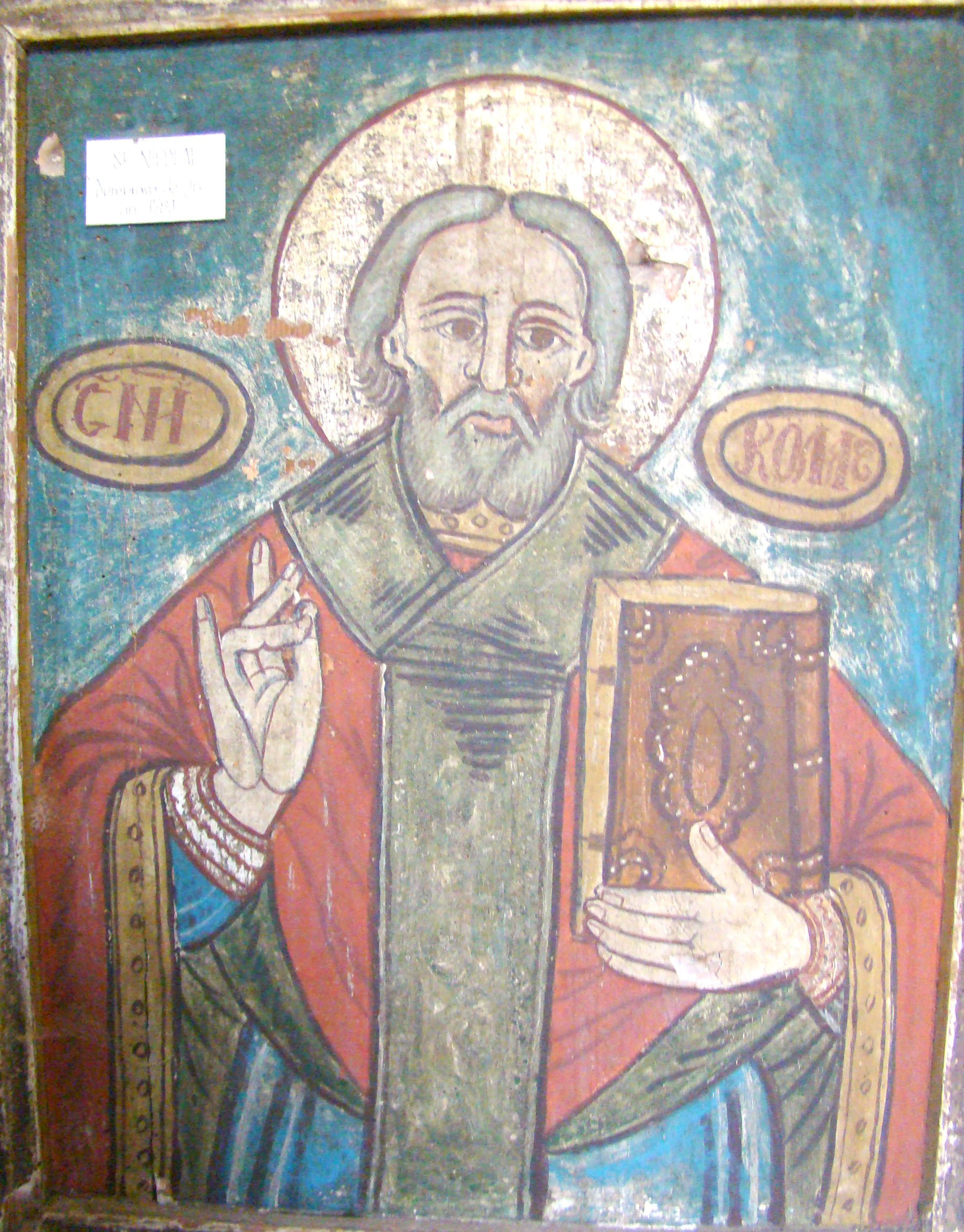
Sfântul Nicolae (1789)
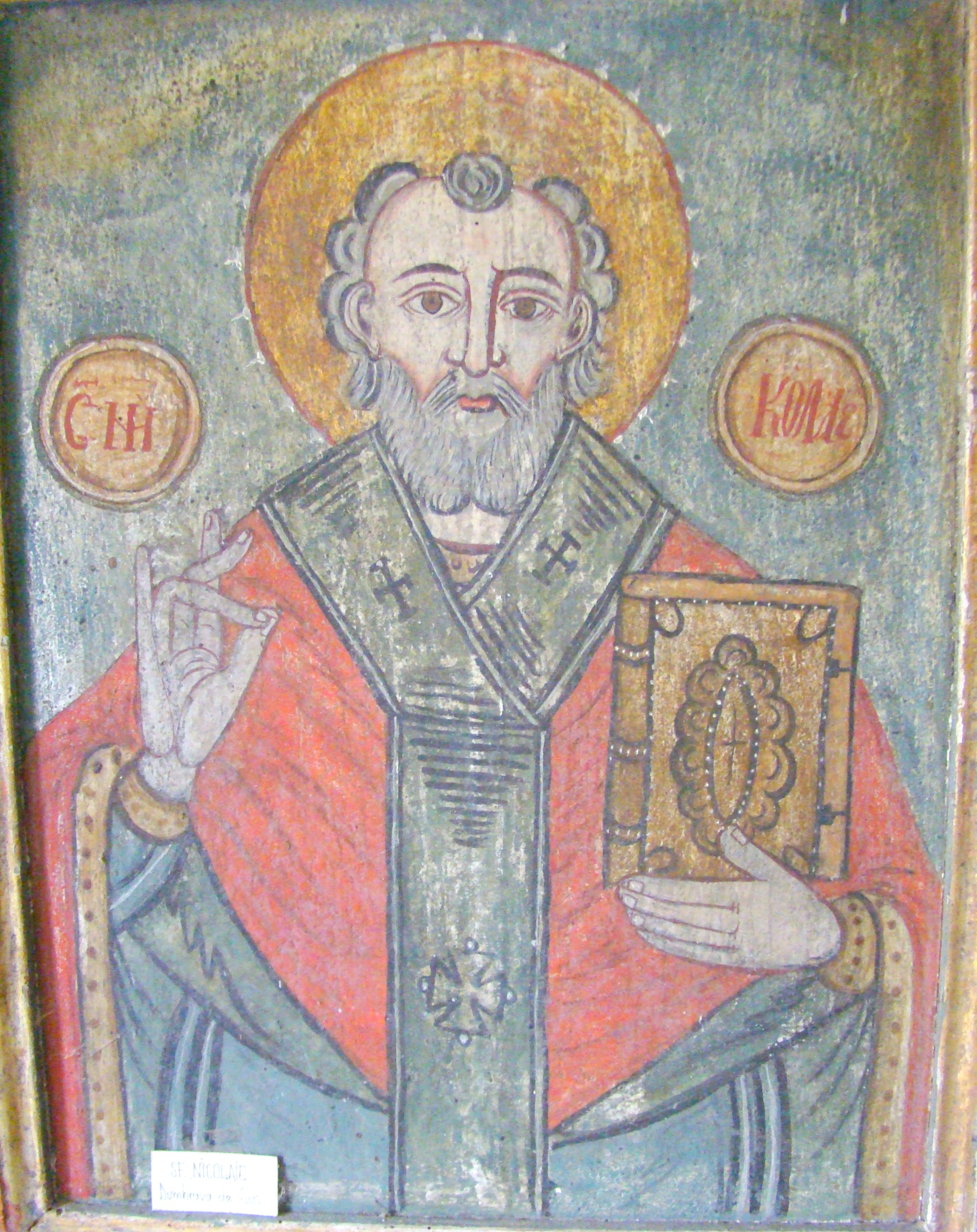
Sfântul Nicolae
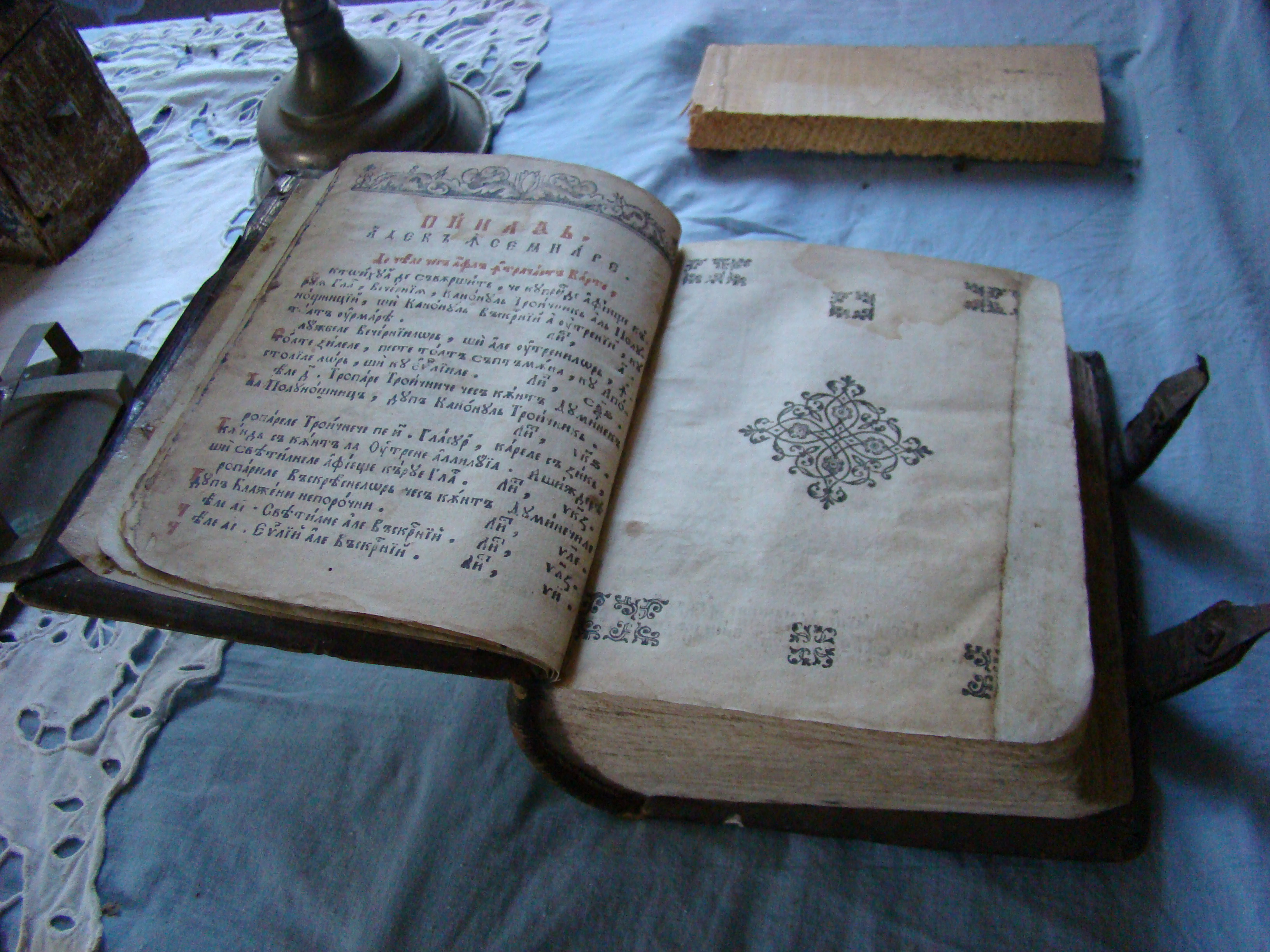
Liturghier (1856)
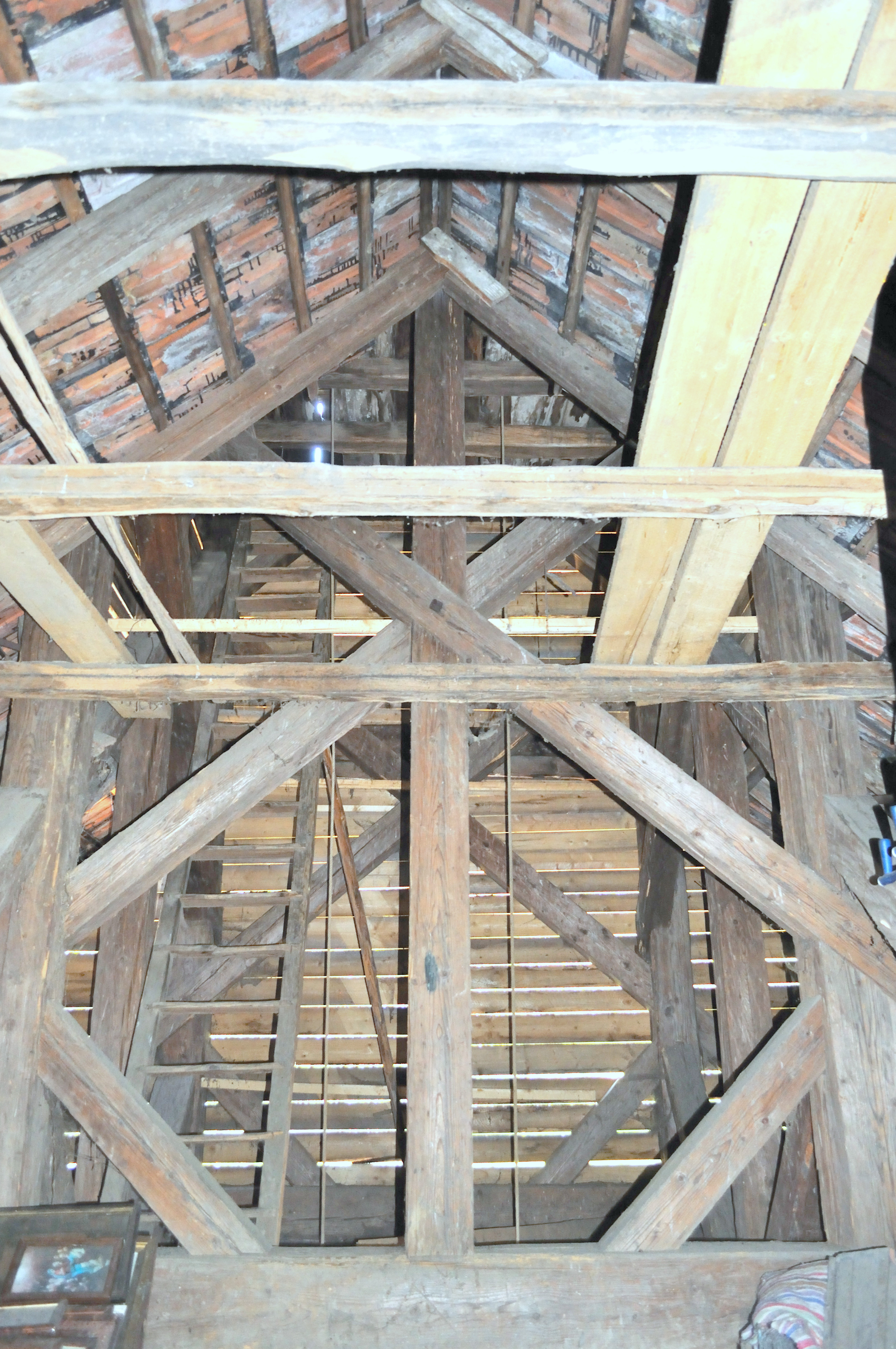
Clopotnița